# Crisis humanitaria de reagrupamiento familiar en Quebec

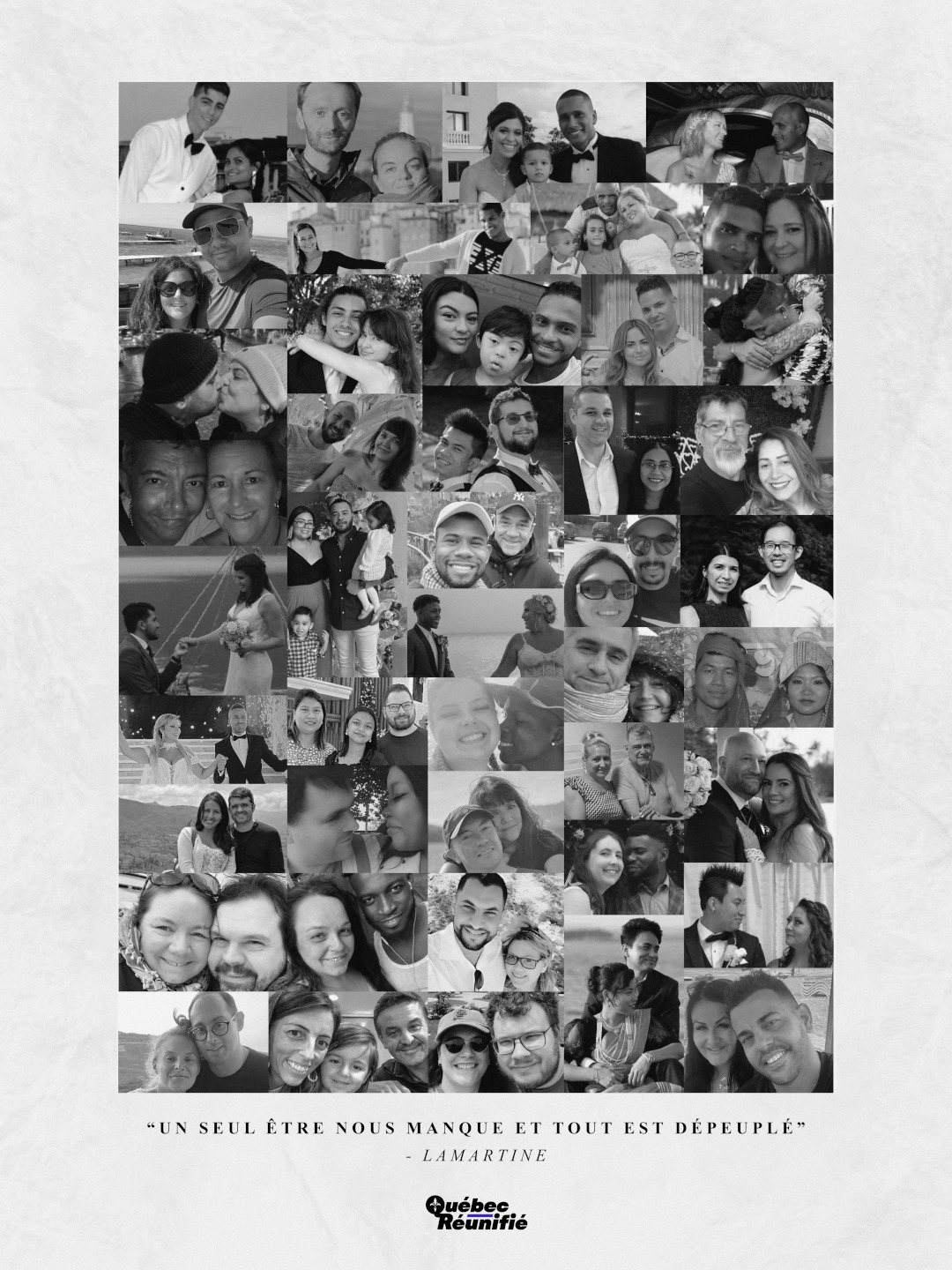
Cartel con familias afectadas por tres años o más de retraso

La Crisis de reunificación familiar en Quebec se refiere a las políticas migratorias de la provincia de Quebec que han creado un profundo desequilibrio entre la demanda de reunificación de familias y la capacidad del sistema para gestionar dichas solicitudes. Una situación marcada por restricciones cuantitativas y tiempos de espera que se han más que triplicado, las familias enfrentan un proceso angustioso y prolongado para reunirse con sus seres queridos. Para 2024, este incremento en los tiempos de espera de más de tres años  contrasta con las demás provincias canadienses, donde el proceso suele ser 13 meses. La política de reagrupamiento familiar adoptada por el gobierno del partido Coalition Avenir Québec (CAQ) está siendo objeto de crecientes críticas debido a los excesivamente largos períodos de espera para el procesamiento de los expedientes de inmigración.
La Oficina del Alto Comisionado de las Naciones Unidas para los Refugiados (ACNUR) y organizaciones no gubernamentales canadienses, abogan por una mayor respuesta a las necesidades de reunificación familiar por parte del gobierno. Reconociendo que la separación durante la reunificación familiar se asocia con impactos adversos en la salud mental ocasionando niveles más altos de estrés postraumático, síntomas de depresión, suicidio y mayores dificultades de vida post-migración en el grupo separado en comparación con aquellos que no estaban separados.
La Convención contra la Tortura y Otros Tratos o Penas Crueles, Inhumanos o Degradantes, adoptada en 1984, advierte que prácticas como la separación familiar prolongada pueden constituir formas de trato inhumano. Este tipo de separación, no solo es una afrenta a la dignidad humana, sino que también puede causar un daño psicológico irreparable tanto en niños como en sus padres. Por otro lado, la Declaración Universal de Derechos Humanos, si bien no es un tratado vinculante, establece desde 1948 principios fundamentales sobre la protección de la familia, señalando que esta constituye el núcleo esencial de la sociedad y merece una protección especial por parte del Estado y la comunidad. Este documento subraya además la importancia de ofrecer cuidados y asistencia especiales a la maternidad y la infancia, reforzando la idea de que la integridad y unidad familiar no solo son derechos humanos fundamentales, sino también pilares sobre los que se construye una sociedad justa y equitativa.
El extenso período de espera para la reunificación de familias ha expuesto a muchas parejas a un intenso estrés emocional, intensificando inquietudes relacionadas con la fertilidad, paternidad y probando la estabilidad de sus uniones matrimoniales. Al encontrarse en medio de retrasos administrativos durante el trámite de sus solicitudes, estas parejas se enfrentan a la difícil situación de vivir alejadas por años. Esta circunstancia ha presionado tanto algunas relaciones que algunos han contemplado la separación como una solución al desgaste emocional experimentado.Además, ha contribuido a decisiones difíciles como el aborto no deseado.
Un estudio realizado por Institut Universitaire Jeunes en Difficulté (IUJD), de 146 familias que experimentaron la reunificación en Quebec, mostro cómo las rupturas relacionales repetidas pueden tener consecuencias psicosociales importantes a corto y largo plazo para los niños.Los efectos traumáticos de la separación familiar en niños son bien documentados, incluyendo tasas más altas de TEPT y trastornos depresivos que pueden continuar en la adultez, afectando negativamente el rendimiento académico, la formación de vínculos y la salud mental. La política de separación familiar fue activamente opuesta por profesionales de la salud y organizaciones médicas, siendo calificada por la Academia Americana de Pediatría como "abuso infantil sancionado por el gobierno" y por Médicos por los Derechos Humanos como consistente con la definición legal de tortura y desaparición forzada temporal bajo el derecho internacional de los derechos humanos.
El sitio web de Québec Réunifié ha publicado un informe que muestra como Quebec es el único gobierno que impone cuotas. Los tiempos de espera para la reunificación familiar son los más largos del mundo, señalando que incluso los gobiernos europeos de extrema derecha no aplican medidas comparables a los cuotas mencionados.

## Contexto
El reagrupamiento familiar en Canadá constituye una de las principales categorías de inmigración, permitiendo que ciudadanos canadienses o residentes permanentes patrocinen a sus familiares cercanos para que se unan a ellos en Canadá y obtengan la residencia permanente. Contrariamente a ciertas creencias populares, el parrainage se limita generalmente a cónyuges, parejas de hecho, parejas conyugales y sus hijos dependientes, aunque en circunstancias excepcionales, otros miembros de la familia pueden ser elegibles bajo condiciones específicas. Para ser un patrocinador válido, se deben cumplir ciertos requisitos financieros establecidos por Immigration, Réfugiés et Citoyenneté Canada (IRCC), incluido el compromiso de proveer para las necesidades básicas del patrocinado sin recurrir a asistencia gubernamental, cuya duración varía según la edad del patrocinado.
Existen varios mitos en torno a la inmigración por regroupement familial, como la idea errónea de que contribuye a la escasez de vivienda, a la recesión económica, o que sobrecarga el sistema de salud canadiense. No obstante, los patrocinados deben ser económicamente sostenidos por sus patrocinadores y pasar controles de salud y antecedentes, desmintiendo estas percepciones. Además, se enfatiza la importancia de verificar la autenticidad de las relaciones para prevenir fraudes matrimoniales.
La noción de reunión familiar como categoría de inmigración ha mantenido una posición "fuerte y duradera" en el contexto de la inmigración canadiense. La variedad de personas que podrían ser incluidas en la categoría de reunión familiar ha variado desde solo cónyuges y familiares directos hasta cualquier pariente sin importar el grado. Durante la mayor parte del siglo XX, la gama de familiares que podrían ser patrocinados se mantuvo bastante estable, salvo breves períodos de cambio.

### Antecedentes históricos
La política de inmigración canadiense, desde el Acta de Inmigración de 1910 hasta 1978, mostro prácticas discriminatorias y racistas explícitas e implícitas contra diversos grupos étnicos. Esta legislación otorgaba al Gabinete el poder de prohibir la entrada a Canadá a inmigrantes pertenecientes a cualquier raza que considerara indeseable, basándose en sus costumbres, hábitos, modos de vida y métodos de posesión de propiedades, así como en su supuesta incapacidad para asimilarse fácilmente. Un ejemplo destacado de la aplicación de este poder fue la Orden del Consejo del 14 de marzo de 1919, que prohibía la entrada de inmigrantes de las razas alemana, austriaca, húngara, búlgara o turca, salvo con el permiso del Ministro de Inmigración. Además, en 1919 se invocó este poder para prohibir el desembarco en Canadá de Dukhobors, Hutteritas y Menonitas.
La raza asiática fue objeto de prohibición de entrada en 1923, con ciertas excepciones que se eliminaron en 1930, dejando solo la posibilidad de entrada para la familia inmediata, hasta que esta prohibición se levantó en 1956. Las regulaciones de inmigración de 1954 y 1956 limitaban las admisiones a ciudadanos de países específicamente listados, manteniendo una discriminación implícita hasta 1962, cuando se aplicó un requisito general de entrada para todos, dando preferencia a aquellos con familia extendida en Canadá.El Acta de Inmigración también incluía poderes para imponer requisitos financieros basados en la raza, como se evidenció en 1908 y 1914, cuando se exigía a los inmigrantes asiáticos poseer una cantidad mínima de dinero significativamente mayor que a otros inmigrantes. Además, se impuso una regla de paso continuo que, en la práctica, excluía a inmigrantes de ciertas regiones, como la India, debido a la imposibilidad de realizar un viaje directo a Canadá.
La discriminación también se extendió específicamente a personas de origen chino y japonés, con actos y regulaciones que restringían severamente su entrada y residencia en Canadá, incluyendo tasas de entrada elevadas y, en el caso de los ciudadanos canadienses de ascendencia japonesa, la deportación durante y después de la Segunda Guerra Mundial. La discriminación contra los judíos, aunque no estaba codificada en leyes específicas, se ejecutó a través del abuso de la discrecionalidad por parte de las autoridades de inmigración, negando efectivamente la entrada a Canadá a los judíos que huían de la persecución nazi y el Holocausto.Un periodo en el que las leyes y regulaciones se utilizaron explícita e implícitamente para excluir a individuos y grupos basándose en su raza, nacionalidad o etnicidad, hasta que cambios legislativos comenzaron a eliminar estas prácticas discriminatorias en la década de 1960 y 1970, buscando establecer criterios de admisión que no discriminaran por motivos de raza, origen nacional o étnico, color, religión o sexo.

### Sistema de inmigración de dos niveles
En el "sistema de inmigración de dos niveles" se refiere a cómo las propuestas de política de inmigración de la provincia de Quebec resultan en un tratamiento preferencial para inmigrantes económicos (aquellos seleccionados en función de su capacidad para contribuir a la economía, como trabajadores calificados) en detrimento de otras categorías, como aquellos que buscan reunificación familiar. Bajo tal sistema:
- Primer nivel: Inmigrantes económicos que serían admitidos más rápidamente debido a la percepción de que llenan un vacío laboral inmediato o satisfacen necesidades económicas. Estos inmigrantes podrían tener acceso a más recursos, un proceso de aplicación más rápido o reglas más flexibles.[17]
- Segundo nivel: Otros inmigrantes, como aquellos que vienen a través de programas de reunificación familiar o como refugiados. Estos inmigrantes podrían enfrentar tiempos de espera más largos, menos recursos o criterios más estrictos.[17]

El uso del término "sistema de inmigración de dos niveles" lleva una connotación negativa, sugiriendo que es injusto o discriminatorio al otorgar un trato preferencial a un grupo sobre otro. La creación de tales sistemas puede generar tensiones políticas y sociales, y es un tema de debate en muchas naciones que luchan por equilibrar las necesidades económicas con consideraciones humanitarias y familiares.
Si bien este nuevo enfoque beneficiaría a las empresas al proporcionarles el talento necesario, se prevé que prolongará los tiempos de espera para aquellos que buscan la reunificación familiar. Actualmente, el tiempo de espera en Quebec para procesar una solicitud de reunificación familiar es de unos 34 meses. La proporción de inmigrantes económicos se eleva a 65%, este tiempo aumenta a tres años, según fuentes federales.Esto trae un efecto secundario no deseado, ya que los inmigrantes calificados que Quebec optan por trasladarse a otras provincias o territorios de Canadá, en lugar de enfrentarse a largos períodos de separación de sus familias.

### Políticas migratorias y cuotas
A diferencia de otras provincias canadienses, Quebec tiene autonomía para decidir el número de residentes permanentes que acepta anualmente, incluyendo aquellos seleccionados para la reunificación familiar, lo que implica la obtención del Certificado de Selección de Quebec (CSQ) además de la aprobación federal por parte de Inmigración, Refugiados y Ciudadanía Canadá (IRCC). Esta doble capa de tramitación ha resultado en retrasos considerables, particularmente evidenciados en los tiempos de procesamiento para la reunificación familiar, que actualmente triplican los plazos promedio en comparación con el resto de Canadá, llegando a superar los 34 meses.
En Quebec existe un sistema tensionado por la discrepancia entre el número de solicitudes y los espacios disponibles para la reunificación familiar. La provincia de Quebec ha establecido límites máximos de admisión para el reagrupamiento familiar, los cuales se han alcanzado prácticamente en el año en curso. 
Estos retrasos son atribuidos en gran medida a las cuotas anuales impuestas por el gobierno de la Coalición Avenir Québec (CAQ), estableciendo un límite de 10,400 casos de reunificación familiar que pueden ser procesados anualmente, una cifra que se queda corta ante la demanda, evidenciada por los 38,600 expedientes en espera. Esta situación ha generado consecuencias humanas profundamente lamentables, separando a miles de quebequenses de sus seres queridos durante años y exacerbando las tensiones emocionales y psicológicas entre los afectados.
El gobierno de Quebec ha decidido reducir a la mitad la capacidad de procesamiento de solicitudes de reunificación familiar durante los próximos dos años. Según lo publicado el 26 de junio de 2024 en la Gazette Officielle du Québec, hasta junio de 2026 se procesarán un máximo de 13,000 solicitudes, comparado con las 26,416 solicitudes procesadas entre 2021 y 2023. Esta medida ha generado preocupación entre los residentes de Quebec que desean reunirse con sus familiares extranjeros, enfrentando ahora un tiempo de espera promedio de 34 meses, en contraste con los 10 meses en el resto de Canadá. El primer ministro François Legault justificó la decisión, argumentando que es necesario limitar el número de inmigrantes para garantizar la capacidad del gobierno de ofrecer servicios y proteger el idioma francés. La ministra de Inmigración, Christine Fréchette, indicó que se dará prioridad a los expedientes pendientes antes de aceptar nuevas solicitudes, salvo en casos específicos como el patrocinio de menores de 18 años. El gobierno de Quebec ha explicado que, en lugar de procesar nuevas solicitudes, se enfocará en los expedientes que llevan meses o incluso años pendientes. Esta medida ha sido criticada por las repercusiones significativas que tendrá en las familias, que deberán esperar aún más tiempo para reunirse. La Asociación quebequense de abogados de inmigración ha solicitado al Ministro de Inmigración federal que los solicitantes de reunificación familiar en Quebec reciban el mismo tiempo de procesamiento que en el resto del país.

#### Patrocinio de padres y abuelos
La Corte Federal de Apelaciones de Canadá dictaminó que los procesos migratorios para la reunificación familiar deben ser equitativos para todos los familiares, incluyendo padres, abuelos, cónyuges e hijos, tras la denuncia de Amir Attaran, profesor de Derecho de la Universidad de Ottawa. Attaran argumentó que existía discriminación contra sus padres, ciudadanos estadounidenses de avanzada edad, quienes enfrentaron demoras en su proceso migratorio tras aplicar al patrocinio en 2009. Este caso resalta críticas hacia Migración Canadá por la lentitud en el tratamiento de solicitudes de patrocinio de padres y abuelos, a diferencia de otros procesos migratorios más ágiles. Attaran llevó su caso ante la Comisión Canadiense de Derechos Humanos en 2010, acusando discriminación por edad debido a la prolongada espera de 37 meses de sus padres, aunque inicialmente su denuncia fue desestimada. La Corte, sin embargo, encontró razonable la preocupación de Attaran, señalando que, si bien no se confirmó discriminación por edad, las demoras significativas y diferenciadas sí constituían una práctica discriminatoria. Esto subraya una desigual asignación de recursos en Migración Canadá, afectando principalmente a los procesos de reunificación familiar de padres y abuelos. La decisión de la Corte cuestiona la desestimación inicial de la denuncia por parte de la comisión de derechos humanos y enfatiza la necesidad de un trato equitativo en los procedimientos de reunificación familiar.
A pesar de que el Super Visa no requiere pasar por una lotería y está disponible durante todo el año, las críticas apuntan hacia la necesidad de cumplir con requisitos de ingresos según el Low-Income Cut Off (LICO), obtener una carta de invitación que incluya soporte financiero y asegurar cobertura médica canadiense por un año, lo cual puede ser un proceso oneroso y excluyente para algunos. Esta situación en Quebec, muestra las tensiones entre las políticas federales y provinciales y plantea preguntas sobre la eficacia y equidad de los programas de reunificación familiar. La crítica subyacente a este proceso se concentra en la complejidad y la prolongada espera que afecta a las familias y socava la intención de fomentar la integración cultural y familiar en la provincia.

### Aumento de los tiempos de espera y efectos emocionales
En Quebec existe un sistema tensionado por la discrepancia entre el número de solicitudes y los espacios disponibles para la reunificación familiar. La provincia de Quebec ha establecido límites máximos de admisión para el reagrupamiento familiar, los cuales se han alcanzado prácticamente en el año en curso. Esto ha provocado que el gobierno federal no pueda acelerar el procesamiento de las solicitudes sin superar los cuotas fijados por el gobierno de Legault.Los tiempos de espera para patrocinar a un cónyuge que vive en el extranjero se han duplicado en comparación con otras provincias de Canadá, aumentando de 27 a 34 meses, casi tres años, mientras que en otras provincias se mantienen en 13 meses. Este aumento en los tiempos de espera se debe a un límite en el número de espacios disponibles para la reunificación familiar en Quebec, lo que hace que el número de familias en espera crezca, alcanzando las 38,800 en julio.Detrás de este escenario se encuentra una política de cuotas establecida por el gobierno de François Legault, que limita el número de admisiones anuales y ha generado una acumulación de casi 40,000 casos pendientes, poniendo en relieve no solo las dificultades burocráticas, sino también el impacto emocional y social sobre las familias implicadas.
El Ministerio de Inmigración de Quebec ha expresado su comprensión por el estrés que estos retrasos causan a las familias y ha atribuido la responsabilidad al gobierno federal. El tratamiento de los casos después de la emisión de los certificados de selección de Quebec es responsabilidad del gobierno federal, que admite a las personas según las metas establecidas por Quebec. El gobierno federal, por su parte, enfrenta sus propios desafíos con retrasos significativos en sus programas, como se destaca en el informe de la auditora general de Canadá.Los críticos de la oposición argumentan que el gobierno de Legault tiene la capacidad de actuar para reducir la espera para miles de familias. Sin embargo, con la admisión máxima casi alcanzada, el gobierno federal tiene dificultades para acelerar las solicitudes sin exceder los cuotas. Esto ha llevado a críticas de los portavoces de la oposición en materia de inmigración, quienes sugieren que los retrasos seguirán aumentando y plantean el riesgo de demandas judiciales por demoras excesivas.
Monsef Derraji, portavoz del Partido Liberal en asuntos de inmigración, califica la situación como inhumana, destacando la dificultad emocional de las familias separadas y cuestionando la insistencia del gobierno provincial. Asimismo, miembros de colectivos como Québec réunifié resaltan la importancia de que la población entienda que el reagrupamiento familiar podría afectar a cualquier persona en el futuro.Los expertos sugieren que el gobierno de Quebec podría modificar los porcentajes de sus umbrales de inmigración, disminuyendo la proporción de inmigrantes económicos y aumentando la de la reunificación familiar, una categoría que se considera ha sido olvidada en el plan de inmigración pero que es esencial para la sociedad.

## Causas

### Racismo en el sistema de inmigración

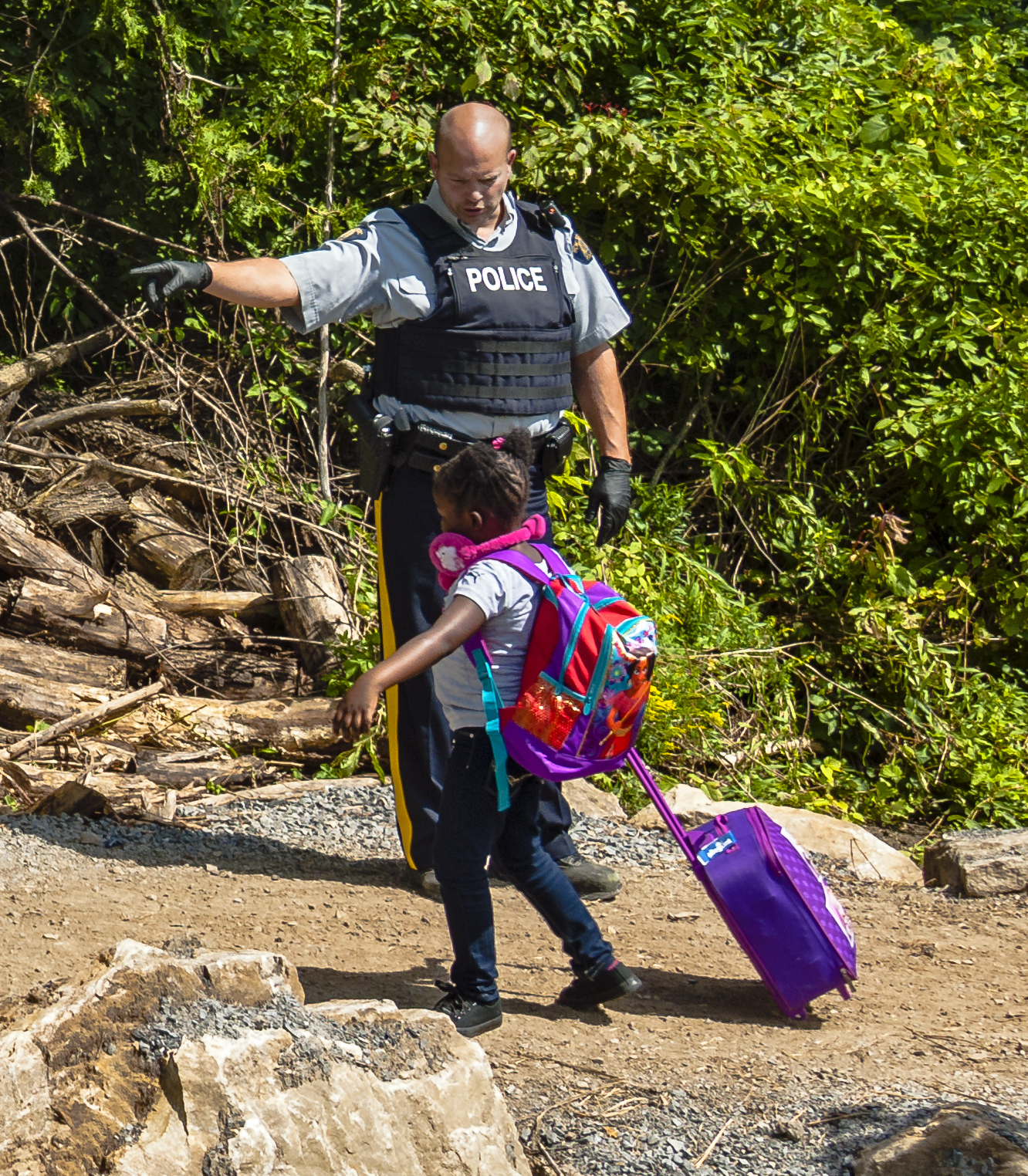
Oficial conduciendo a niña entrando en la frontera de Canadá

En respuesta a un informe del Comité Permanente de Ciudadanía e Inmigración de la Cámara de los Comunes, el Departamento de Inmigración, Refugiados y Ciudadanía de Canadá (IRCC) ha reconocido la existencia de racismo sistémico dentro de su sistema de inmigración. Este reconocimiento surge tras la presentación del informe "Tratamiento Diferencial en el Reclutamiento y Tasas de Aceptación de Estudiantes Extranjeros en Quebec y el Resto de Canadá", que resaltaba tasas de rechazo de hasta el 80% para inmigrantes francófonos de países africanos.IRCC publicó un informe el año 2021, en el que los empleados se quejaban de instancias repetidas de uso de términos ofensivos hacia colegas racializados y de oportunidades limitadas de avance para las minorías racializadas.Las investigaciones no sorprendieron a dos funcionarios federales que, temiendo represalias laborales, hablaron con CBC News bajo condición de anonimato, describiendo un ambiente de trabajo donde se monitorea constantemente al personal y se ejerce presión para atender tantas llamadas como sea posible, afectando incluso las pausas para ir al baño. También informaron actitudes racistas hacia los solicitantes de inmigración de ciertos países, y una reticencia a promover a empleados de color dentro del departamento.
Immigration, Refugees and Citizenship Canada (IRCC) ha iniciado una investigación sobre posibles sesgos culturales entre sus empleados en lo que respecta al procesamiento de solicitudes de visa en los puntos de entrada del país. Esta investigación es una respuesta a un estudio previo que reveló múltiples informes de "microagresiones" racistas por parte de empleados y supervisores. Las entrevistas realizadas sugirieron que tanto el racismo manifiesto como el sutil, observado entre los empleados y los responsables de tomar decisiones en IRCC, "puede y probablemente debe afectar el procesamiento de casos". Jasraj Singh Hallan, un MP del área de Calgary y ministro sombra de inmigración del Partido Conservador, expresó su preocupación por la incapacidad de IRCC para abordar el comportamiento racista en el lugar de trabajo y su efecto en los retrasos masivos en las aplicaciones de visa y los tiempos de procesamiento de refugiados.
La investigación, llevada a cabo de febrero a junio de este año con un costo de $59,000, incluyó grupos focales con empleados racializados y no racializados, con el objetivo de entender las experiencias actuales de racismo y la percepción sobre el manejo del racismo por parte de la administración, recogiendo sugerencias para futuros cambios en políticas y prácticas. Los hallazgos revelan microagresiones, discriminación en prácticas de contratación y en el acceso a oportunidades de crecimiento profesional, así como sesgos raciales en la aplicación de programas, políticas y servicios al cliente de IRCC. Además, se encontró una falta de directrices claras o capacitación para la gestión sobre cómo manejar reportes de racismo, una historia de racismo no abordado adecuadamente y un desequilibrio en la representación racial en la gestión.A pesar de las iniciativas, los participantes del estudio permanecen escépticos, creyendo que el problema está profundamente arraigado en la cultura organizacional y en los valores de las personas en el poder. Consideran que las soluciones propuestas, como establecer una Secretaría Antirracismo o requerir competencia intercultural para convertirse en ejecutivo, podrían tener poco impacto concreto contra el racismo sistémico. Los trabajadores también señalaron que los recursos desplegados hasta ahora son "temporales e insuficientes", y que las iniciativas están "mal financiadas".

#### Diferencia de trato entre las oficinas de visa
El 16 de marzo de 2022, un artículo de Susan Korah destacó las críticas hacia el gobierno de Canadá por el tratamiento diferencial en sus programas, dependiendo de su origen geográfico. Mientras que la ayuda a los refugiados ucranianos ha sido ampliamente aplaudida, defensores de los derechos de los refugiados y canadienses del Sur Global han señalado una política aparentemente discriminatoria hacia otros grupos. A pesar de la convicción compartida de que un inmigrante merece protección sin importar su raza, etnicidad o las dinámicas políticas que lo hayan obligado a huir, estas comunidades observan con emociones encontradas la acogida de más de un millón de ucranianos, reflejando un trato preferencial en contraste con sus propias experiencias marcadas por obstáculos hacia la seguridad.
Un estudio, realizado en Quebec, Canadá, entre el 1 de abril de 2002 y el 31 de marzo de 2011, examinó los resultados de reunificación familiar para 1,395 niños negros. Los resultados indicaron que los niños tienen menores probabilidades de experimentar reunificación familiar en comparación con otros niños.La discreción otorgada a los oficiales de inmigración y la preferencia dada en el sistema de puntos a candidatos altamente educados y proficientes en francés o inglés, más propensos a ser de países predominantemente blancos y "desarrollados", indicaron que la discriminación persistió. La introducción de una política no discriminatoria también fue vista como resultado de la creciente necesidad de Canadá por mano de obra y habilidades que los países europeos tradicionales ya no podían proporcionar.Las críticas a las políticas de inmigración de Canadá, particularmente de los países caribeños, mostraron la continua preferencia por inmigrantes de países que históricamente habían suministrado inmigrantes, a pesar de la abolición formal de la discriminación racial. La utilización de estereotipos despectivos para describir a posibles inmigrantes del Caribe y la justificación de la discriminación en la aplicación administrativa de las regulaciones revelaron una persistencia del racismo y la discriminación en las políticas de inmigración de Canadá.
Edvard Destin, un ciudadano haitiano residente en Quebec desde 2018, enfrenta dificultades para reunirse con sus hijos de 4 y 11 años que permanecen en Haití tras el fallecimiento de su esposa hace diez meses. A pesar de informar a Inmigración Canadá sobre el deceso de su esposa, el proceso de actualización del expediente no se realizó adecuadamente, lo que ha retrasado la tramitación de la solicitud de residencia permanente para sus hijos. Destin ha realizado numerosos intentos de comunicarse con la autoridad migratoria, enviando documentos requeridos y solicitando asistencia legal y política, pero sin éxito en avanzar el proceso.La situación de los niños es particularmente precaria dado que la persona que los cuidaba en Haití debe abandonar el país, lo que pone en riesgo su seguridad. Destin ha considerado regresar a Haití para traer a sus hijos, a pesar del peligro que esto representa debido a la situación de violencia en la zona donde viven los niños. Además, Destin solicitó asilo en Quebec en 2018 y obtuvo su residencia permanente en marzo de 2022 a través de un programa para trabajadores de la salud que prestaron servicios durante la pandemia de COVID-19. Desde entonces, ha intentado patrocinar la llegada de su esposa e hijos.
El siguiente cuadro presenta datos sobre las solicitudes de visas de residentes temporales para cónyuges y parejas en el extranjero, procesadas hasta el 7 de noviembre de 2020. Se ofrece un desglose por las diez principales nacionalidades de los solicitantes, indicando el número de solicitudes aprobadas y rechazadas, así como la tasa de rechazo correspondiente.

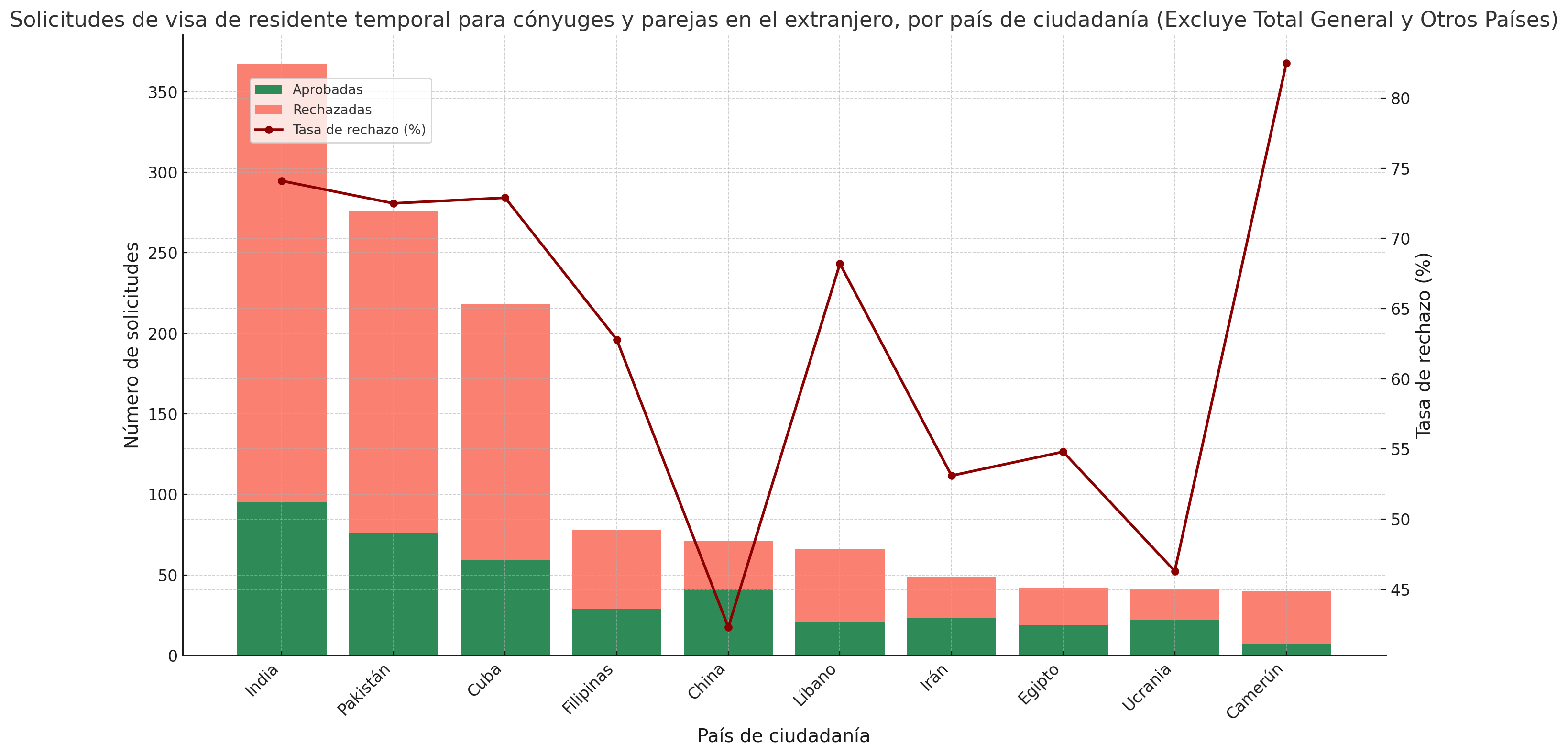
Número de Solicitudes de Visa de Residente Temporal Aprobadas y Rechazadas para Cónyuges y Parejas en el Extranjero en Inventario de Procesamiento, Desglosado por los 10 Principales Países de Ciudadanía al 7 de Noviembre de 2020 en Personas.
Fuente: Steven Meurrens @smeurrens. Tweets sobre la ley y la política de inmigración canadiense.

### Incongruencias en el proceso de apadrinamiento familiar
El sistema de inmigración de Quebec, parte integral de las políticas migratorias de Canadá, presenta ciertas incongruencias que afectan a ciudadanos y residentes permanentes interesados en el apadrinamiento de sus familiares, incluyendo esposos, hijos o padres. A pesar de que se permite el apadrinamiento de seres queridos, los procesos asociados pueden extenderse por más de tres años, lo que lleva a muchos a solicitar visas de visitante como medida interina para facilitar el reencuentro familiar durante la espera. Sin embargo, estas solicitudes de visa de visitante suelen ser denegadas con frecuencia debido a la percepción de un fuerte lazo familiar en Canadá, lo que se considera un factor de riesgo para la inmigración permanente no planificada, exacerbando así el aislamiento y distanciamiento familiar.El abogado especializado en inmigración, Yves Martineau, advierte que los tiempos de espera podrían alargarse aún más, subrayando la discrepancia entre las políticas actuales y los objetivos de reunificación familiar establecidos en la ley de inmigración de Quebec.
Para los esposos de ciudadanos o residentes, se ofrece la posibilidad de obtener una visa de trabajo temporal mientras se espera la finalización del proceso de apadrinamiento. No obstante, esta opción solo es viable si el solicitante se encuentra ya dentro del territorio canadiense. La paradoja surge cuando aquellos que buscan entrar a Canadá para reunirse con su cónyuge se enfrentan a la negativa de su visa de visitante debido a su matrimonio con un residente o ciudadano canadiense, lo que en la práctica les impide acceder a la visa de trabajo temporal ofrecida. Este conjunto de circunstancias crea una situación difícil en la que, a pesar de las provisiones para la reunificación familiar, las políticas vigentes pueden forzar a las familias a permanecer separadas por períodos prolongados.
La inmigración por reunificación familiar en Quebec ha disminuido significativamente, pasando de 13,896 en 2021 a 12,904 en 2022, y se proyecta mantener entre 10,200 y 10,600 para 2023 y 2024. Esta reducción muestra una posible priorización de otras categorías migratorias y ajustes en las políticas de inmigración provinciales, estabilizándose en niveles más bajos pero consistentes con los del año 2022.
| Admisiones regulares                                                                                               | 2021   | 2022   | PLAN 2023 MIN. | PLAN 2023 MÁX. | PREVISIONES 2023 MIN. | PREVISIONES 2023 MÁX. | PLAN 2024 MIN. | PLAN 2024 MÁX. |
| --- | ------ | ------ | -------------- | -------------- | --------------------- | --------------------- | -------------- | -------------- |
| Inmigración económica                                                                                              | 26 854 | 45 532 | 32 000         | 33 900         | 31 700                | 34 500                | 31 000         | 32 900         |
| Trabajadores calificados                                                                                           | 25 042 | 40 055 | 28 000         | 29 500         | 27 400                | 30 100                | 29 800         | 31 500         |
| Empresarios | 1 686  | 5 196  | 4 000          | 4 300          | 4 300                 | 4 300                 | 1 200          | 1 300          |
| Otras categorías económicas                                                                                        | 126    | 281    | 0              | 100            | 0                     | 100                   | 0              | 100            |
| Reunificación familiar                                                                                             | 13 896 | 12 904 | 10 200         | 10 600         | 10 600                | 11 000                | 10 200         | 10 600         |
| Refugiados y personas en situación similar                                                                         | 7 284  | 7 809  | 6 900          | 7 500          | 5 300                 | 6 600                 | 6 900          | 7 500          |
| Refugiados seleccionados en el extranjero                                                                          | 1 600  | 3 755  | 4 400          | 4 700          | 2 400                 | 2 800                 | 3 500          | 3 800          |
| Refugiados patrocinados por el estado                                                                              | 963    | 1 744  | 1 650          | 1 700          | 1 300                 | 1 400                 | 1 650          | 1 700          |
| Refugiados apadrinados                                                                                             | 637    | 2 017  | 2 500          | 3 000          | 1 100                 | 1 400                 | 1 850          | 2 100          |
| Refugiados reconocidos en el lugar                                                                                 | 5 684  | 4 054  | 2 350          | 2 800          | 2 900                 | 3 000                 | 3 400          | 3 700          |
| Otros inmigrantes                                                                                                  | 2 241  | 2 459  | 400            | 500            | 800                   | 1 000                 | 400            | 500            |
| Total | 50 275 | 68 704 | 49 500         | 52 500         | 48 400                | 53 100                | 48 500         | 51 500         |
| Estadísticas |        |        |                |                |                       |                       |                |                |
| Parte de la selección quebequense                                                                                  | 61 %   | 75 %   | 74 %           | 74 %           | 72 %                  | 72 %                  | 72 %           | 72 %           |
| Parte de la inmigración económica                                                                                  | 53 %   | 66 %   | 65 %           | 65 %           | 65 %                  | 65 %                  | 64 %           | 64 %           |
| Proporción de inmigrantes que conocen el francés                                                                   | 69 %   | 68 %   | 66 %           | 66 %           | 66 %                  | 66 %                  | 67 %           | 67 %           |
| Proporción de inmigrantes adultos que conocen el francés                                                           | 73 %   | 75 %   |                |                | 69 %                  | 69 %                  | 71 %           | 71 %           |
| Proporción de conocimiento del francés en la inmigración económica (solicitantes principales)                      | 93 %   | 88 %   |                |                | 81 %                  | 81 %                  | 89 %           | 89 %           |
| Proporción de personas en el lugar                                                                                 | 58 %   | 49 %   |                |                | 42 %                  | 42 %                  | 47 %           | 47 %           |
| Admisiones fuera de los objetivos regulares (estimación)                                                           |        |        |                |                |                       |                       |                |                |
| Trabajadores calificados seleccionados en el Programa de experiencia quebequense, componente "Graduados de Quebec" |        |        |                |                |                       |                       | 6 500          |                |
| Procesamiento de solicitudes de empresarios                                                                        |        |        |                |                | 1 400                 | 1 900                 | 5 400          | 6 600          |
| Fuente: |        |        |                |                |                       |                       |                |                |

Analizando la tabla en su totalidad, se observa que la inmigración en Quebec ha experimentado un incremento significativo de 50,275 personas admitidas en 2021 a 68,704 en 2022. Este aumento se debe principalmente a un incremento en la inmigración económica, que casi se duplicó de 26,854 a 45,532, reflejando un enfoque prioritario en la atracción de trabajadores calificados y empresarios. Por otro lado, la categoría de refugiados y personas en situación similar se mantuvo relativamente estable, mientras que la reunificación familiar mostró una reducción. Las previsiones y planes para 2023 y 2024 sugieren una estabilización de las cifras totales en un rango entre 48,500 y 53,100, con un enfoque continuo en la inmigración económica. Las estadísticas también indican un alto porcentaje de inmigrantes con conocimiento del francés, especialmente en la categoría económica, lo que resalta la importancia del idioma en las políticas migratorias de Quebec.

### Proceso de selección de Quebec
Por su parte, en Quebec, el líder de la CAQ, Francois Legault, ha vinculado de manera controvertida la inmigración con "violencia" y "extremismo". Además, ha expresado preocupación por la amenaza que representa la inmigración de personas que no hablan francés para la "cohesión nacional" de la provincia. A pesar de las disculpas de Legault por sus comentarios, el debate sobre la inmigración ha sido calificado de superficial, centrado en números y en conceptos ambiguos como la capacidad de integración de la provincia.Expertos y académicos ofrecen opiniones variadas sobre el tema. Pierre Fortin, profesor emérito de economía en la Université du Quebec à Montréal, califica la cifra propuesta por Blackburn de "descabellada", advirtiendo que podría llevar al caos administrativo y fomentar actitudes xenófobas y racistas hacia los inmigrantes.Por otro lado, Mireille Paquet, profesora de ciencias políticas en la Universidad Concordia, cuestiona esta teoría, señalando que la investigación no proporciona respuestas definitivas y que la reacción adversa contra los inmigrantes no se debe tanto al número de estos, sino a sentimientos de inseguridad en la población no inmigrante, sentimientos que pueden ser exacerbados por políticas públicas como los recortes en servicios sociales.
Diversas organizaciones defensoras de los derechos humanos y de apoyo a los inmigrantes han expresado su alarma ante las declaraciones de miembros del gobierno de la Coalición Avenir Québec, acusándolos de contribuir a un clima de ansiedad al atribuir la crisis de los servicios públicos a los inmigrantes. Esta situación ha sido comparada por algunos críticos con una "tendencia extremadamente preocupante de populismo xenófobo" observada en Europa y otras partes del mundo. France-Isabelle Langlois, directora de Amnistía Internacional Canadá, manifestó su indignación, especialmente por los comentarios realizados por el ministro de la Lengua Francesa, Jean-François Roberge, quien afirmó que la "identidad quebequense" está amenazada por los inmigrantes, lo cual fue interpretado como un discurso que incita al odio y la xenofobia.

#### Política de Cuotas del Gobierno de François Legault

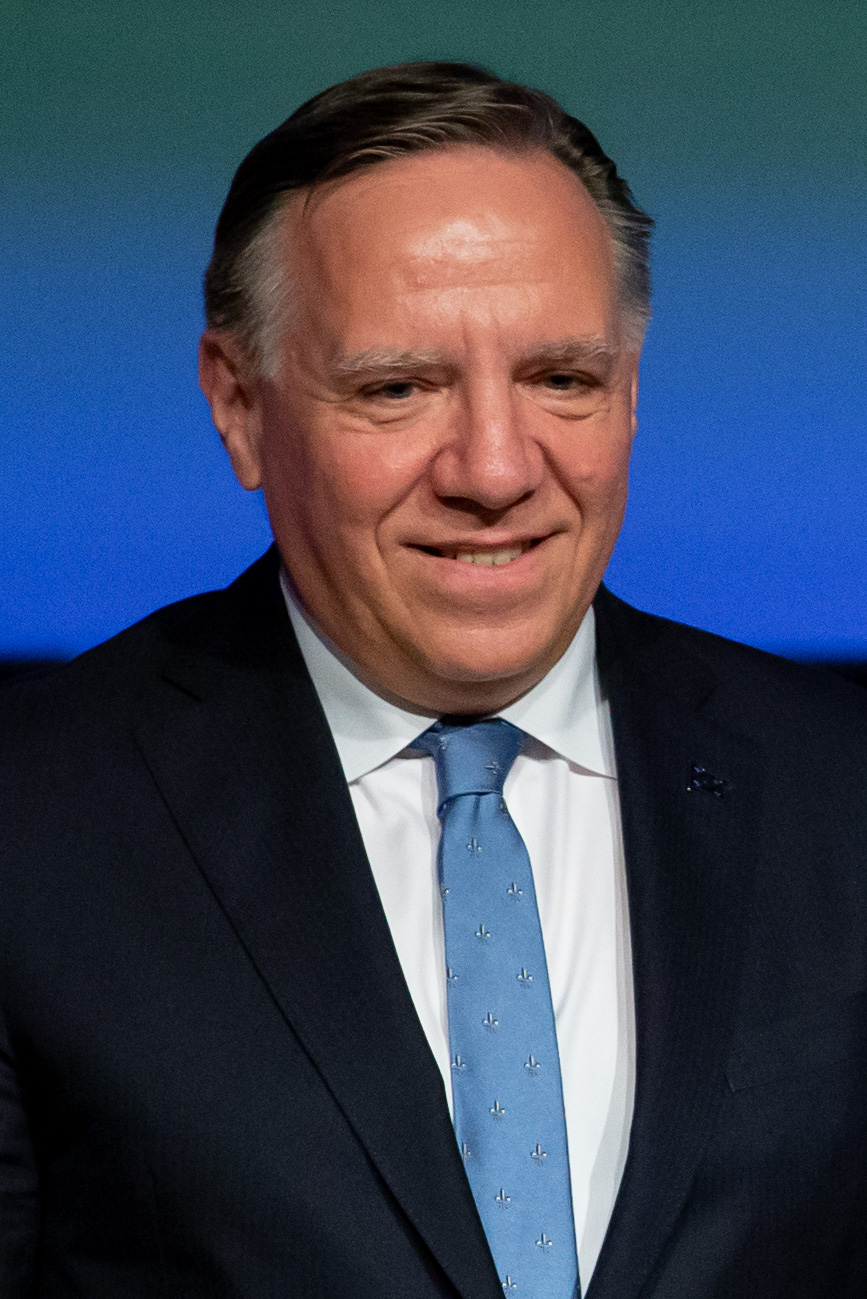
François Legault, líder de la CAQ

El aspecto más crítico de esta situación es el número limitado de admisiones anuales establecido por el gobierno de François Legault, aproximadamente 10,400, a pesar de un inventario de casi 40,000 casos pendientes. Esta limitación crea un cuello de botella significativo, llevando a una acumulación de casos y una gran angustia entre las parejas afectadas.Según Me Lapointe, el gobierno provincial, bajo el Acuerdo Canadá-Quebec que especifica el papel de cada nivel de gobierno en materia de inmigración, no tiene la autoridad para imponer un cuota en la categoría de reunificación familiar. Sin embargo, al procesar solo el número de casos deseado por el gobierno de Legault, Ottawa también estaría incumpliendo los términos de este acuerdo.

#### Discrepancia en solicitudes y admisiones
Esto ha provocado que el gobierno federal no pueda acelerar el procesamiento de las solicitudes sin superar los cuotas fijados por el gobierno de Legault.Los tiempos de espera para patrocinar a un cónyuge que vive en el extranjero se han duplicado en comparación con otras provincias de Canadá, aumentando de 33 a 41 meses, casi tres años, mientras que en otras provincias se mantienen en 13 meses. Este aumento en los tiempos de espera se debe a un límite en el número de espacios disponibles para la reunificación familiar en Quebec, lo que hace que el número de familias en espera crezca, alcanzando las 38,800 en julio de 2023.
La política de inmigración del gobierno de Quebec para el período 2024-2027 ha puesto en un segundo plano la categoría de reunificación familiar, generando preocupaciones debido a cuotas restrictivas y largos tiempos de procesamiento. Según datos revelados, existe una notable disparidad entre los cupos anuales establecidos (entre 10,400 y 11,000) y la cantidad actual de solicitudes pendientes (38,400, según Radio-Canada), gestionadas tanto por Immigration, Réfugiés et Citoyenneté Canada (IRCC) como por el Ministère de l’Immigration, de la Francisation et de l’Intégration du Québec (MIFI). A fecha del 5 de diciembre, los tiempos de procesamiento para las solicitudes hacia Quebec mostraron un marcado incremento, con 41 meses para las solicitudes externas, comparado con 12 meses para el resto de Canadá.
Un sondeo comisionado por Québec Réunifié buscó identificar las características demográficas de los individuos implicados en el proceso de reunificación familiar para cónyuges o parejas, proporcionando una visión detallada a las autoridades del MIFI. El sondeo se realizó en línea, del 2 al 5 de diciembre de 2023, contando con la participación de 230 respondientes que tenían solicitudes de reunificación para cónyuges o parejas en proceso, todos mayores de 18 años. La encuesta, que tuvo una duración de 10 minutos, fue escrita y analizada por Nathalie Coursin, con una década de experiencia en investigaciones de mercado en Francia y Quebec.Los resultados del sondeo, aunque no probabilísticos debido a su naturaleza de invitación en línea, sugieren una variabilidad en los tiempos de espera, siendo los más largos para las solicitudes externas, con un promedio de 42 meses a la fecha de 6 de diciembre de 2023. Esta condición afecta a la mayoría de las solicitudes de patrocinio en el estudio, con un 65% del total. Los tiempos de espera para solicitudes internas en Quebec alcanzan los 26 meses, en contraste con los 10 a 12 meses para el resto de Canadá.
La mayoría de los patrocinadores son ciudadanos canadienses que desean traer exclusivamente a sus parejas, sin incluir a descendientes o ascendientes en la mayoría de los casos. Además, se observó un fuerte deseo de aprender francés entre los patrocinados, con una importante proporción ya hablando el idioma o interesados en aprenderlo antes y después de su llegada a Quebec. Respecto al alojamiento, casi todos los patrocinadores reportaron tener capacidad suficiente en sus viviendas para acoger a sus parejas. La distribución geográfica de las parejas indica una dispersión a lo largo de varias regiones de Quebec, no limitándose únicamente a Montreal. Finalmente, el perfil profesional de los patrocinados muestra una diversidad que promete contribuir significativamente a la economía de Quebec, subrayando el potencial beneficioso de esta categoría de inmigración para el fortalecimiento de la lengua francesa en la provincia.

### Teatro político entre Quebec y Ottawa
La situación política en Quebec parece inclinarse una tendencia global donde líderes como Matteo Salvini, Viktor Orbán o Donald Trump han popularizado discursos xenófobos en regiones donde anteriormente carecían de influencia. Es un recordatorio de que Quebec, una tierra tradicionalmente acogedora hacia los inmigrantes, enfrenta nuevos problemas en el panorama político contemporáneo.Mientras Canadá busca reforzar su compromiso con la inmigración, el gobierno federal planea recibir un récord de nuevos inmigrantes, sumando 1.45 millones a su población de 39 millones para 2023. A pesar de que en otros países occidentales la inmigración ha generado divisiones y el surgimiento de extremismos políticos, en Canadá existe un consenso generalizado sobre su valor. Sin embargo, Quebec ha sido una excepción notable, con políticos que han exacerbado sentimientos antiinmigrantes, aprovechando los temores de los votantes franco-quebequenses sobre la pérdida de su identidad cultural.

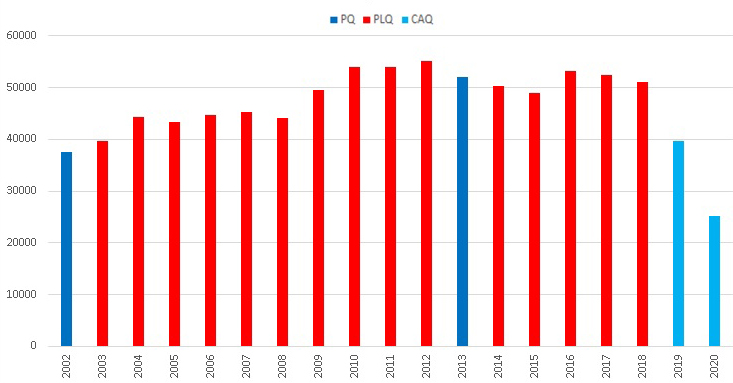
Número de inmigrantes recibidos en Quebec según el gobierno en lugar desde 2002 hasta 2020

El gobierno de Quebec despliega una compleja estrategia dirigida a ganar el favor de los votantes y a afianzar el apoyo de distintos sectores de la población. Esta estrategia se manifiesta en la interacción dinámica entre los discursos políticos, las decisiones administrativas y las acciones legales, todas ellas encaminadas a responder a las preocupaciones de la ciudadanía y a moldear la opinión pública.En este escenario, los políticos y los partidos políticos se esfuerzan por presentarse como defensores de los intereses de los ciudadanos, ya sea abogando por una mayor autonomía en las decisiones de política migratoria, como en el caso de Quebec, o buscando acelerar los procesos de reunificación familiar para aliviar las situaciones humanitarias, como lo hace el Gobierno Federal. Ambos niveles de gobierno utilizan estos temas como vehículos para demostrar su compromiso con las necesidades y deseos de sus electorados, lo que a menudo resulta en un juego de equilibrios entre afirmar su autoridad y competencias, y responder de manera efectiva a las demandas sociales.
La disputa entre el gobierno de Quebec y el gobierno federal de Canadá sobre las metas de inmigración ha escalado, llegando al punto de que algunas voces han sugerido la realización de un referéndum sobre el tema. Esta situación se desencadenó tras el anuncio de Ottawa de procesar aproximadamente 20,500 solicitudes de residencia permanente en el programa de reunificación familiar pendientes en Quebec. Quebec ha respondido alegando que el gobierno federal está excediendo sus competencias. 
La Ministra de Inmigración de Quebec, Christine Fréchette, ha acusado a su homólogo federal, Marc Miller, de llevar a cabo "una confrontación con las competencias de Québec" al amenazar con superar los límites establecidos por Quebec en materia de reagrupación familiar. Esta acusación surge en respuesta a la decisión de Miller de aumentar, si es necesario, el umbral para esta categoría de inmigración, con el fin de acelerar el procesamiento de las solicitudes en Quebec, donde los retrasos son casi tres veces más largos que en el resto de Canadá para el patrocinio de un cónyuge que vive en el extranjero.
Miller ha justificado su decisión citando un "un deber moral de encontrar una solución a este problema" y ha anunciado su decisión de instruir a su ministerio para procesar las solicitudes de residencia permanente de los solicitantes de reagrupación familiar que han recibido un Certificat de sélection du Québec (CSQ), lo que equivale a aproximadamente 20.500 solicitudes a fecha de 31 de enero de 2024. Este movimiento ha sido criticado por Fréchette como inaceptable, argumentando que Quebec es el único que determina sus objetivos de inmigración permanente y que tal decisión tendría un impacto significativo en los límites de inmigración permanente de Quebec.En contraparte, la decisión de Miller ha sido recibida con alivio por miles de familias en espera, quienes han estado enfrentando largos retrasos en la reagrupación familiar. Organizaciones y individuos afectados han expresado su esperanza de que esta medida pueda conducir a resultados concretos y a una resolución final de la crisis. Mientras tanto, figuras políticas de diversas inclinaciones han compartido sus perspectivas, criticando o apoyando las acciones de ambos ministros.

### Sentimiento antiinmigrante

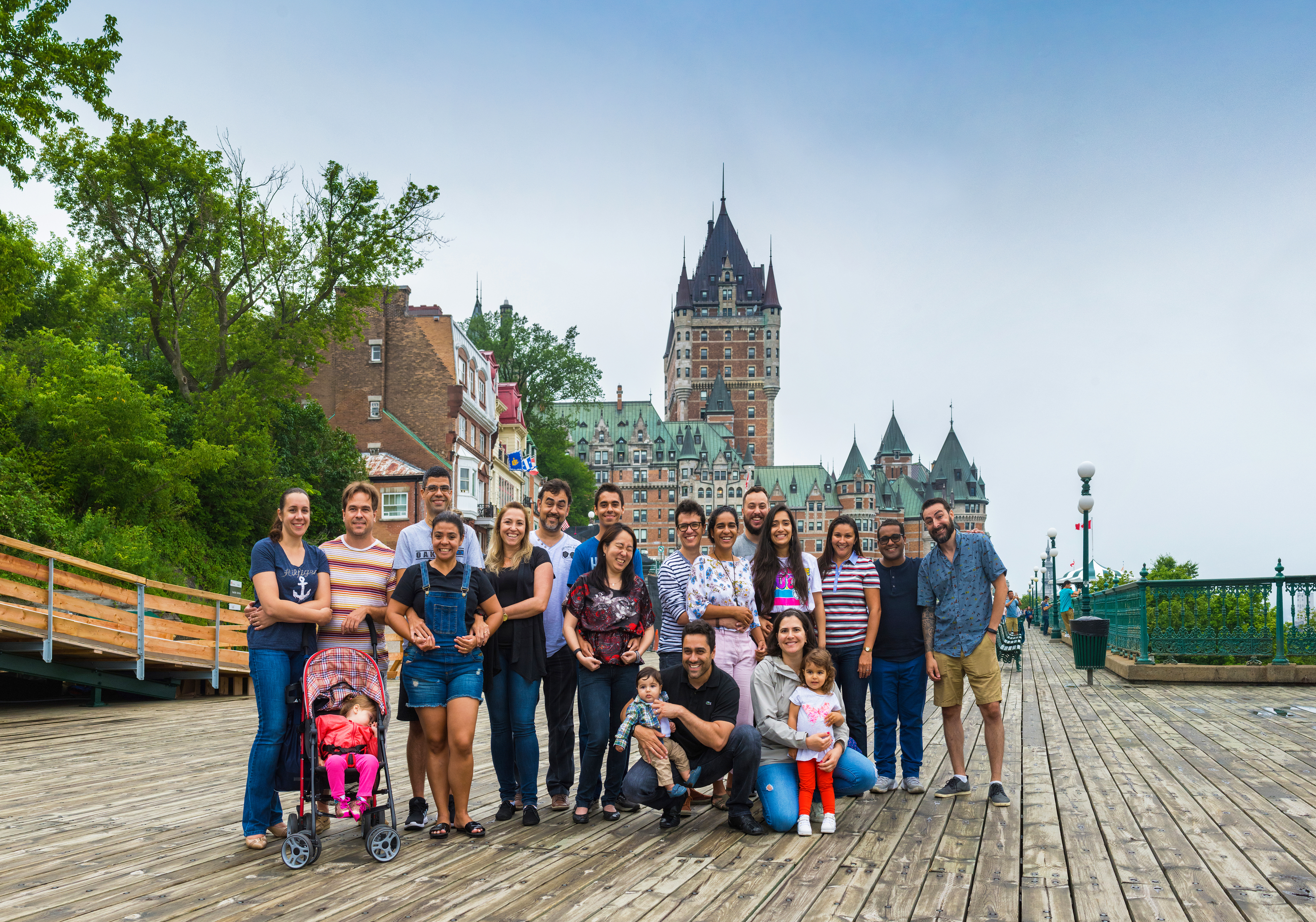
Familias inmigrantes procedentes de Brasil, que se establecieron en la ciudad de Quebec, Canadá, tras ser seleccionadas por su cualificación para ocupaciones que exigen el conocimiento del francés.

En Quebec, el sentimiento antiinmigrante ha incrementado durante los últimos cinco años, situación exacerbada por un gobierno de la CAQ que ha tratado la inmigración irresponsablemente como una amenaza constante para la identidad y lengua de Quebec. Esta demonización se mantiene, a pesar de que, excluyendo Montreal, Quebec es la provincia menos diversa racialmente en Canadá y el francés sigue siendo el primer idioma oficial hablado por más del 90% de la población en la mayoría de las regiones de Quebec.A diferencia de los Estados Unidos, donde la inmigración es citada como la principal razón del fuerte repunte económico, especialmente en la recuperación del impacto económico de la pandemia, el gobierno provincial de Quebec insiste en tratar la inmigración únicamente como un problema, y no como parte de la solución.
Algunos han considerado que Quebec necesita su propio momento de Lysistrata — una huelga o boicot para recordarle al gobierno y a los ciudadanos de Quebec cuánto depende la sociedad y la economía, tanto de inmigrantes, como de trabajadores extranjeros temporales y solicitantes de asilo, en sectores como la salud, la agricultura, la producción de alimentos, las fábricas, los almacenes y en muchos servicios de primera línea.El CAQ ha mostrado una falta de empatía y reconocimiento básico de la dependencia de la migración temporal y permanente. El premier Legault continúa politizando sobre las espaldas de personas a menudo vulnerables y menos vocales, ya que están demasiado ocupadas sobreviviendo o temen que la crítica pueda comprometer sus solicitudes de asilo o aplicaciones para la residencia permanente o incluso sus empleos, a menudo vinculados directamente a su estatus de trabajador temporal.
Bajo el pretexto de la protección del idioma, políticos y comentaristas tratan a los trabajadores esenciales como seres desechables, a menudo atribuyéndoles los peores motivos. Recientemente, el gobierno incluso decidió gastar dinero público para impugnar el derecho de solicitantes de asilo, que trabajan en empleos esenciales, a tener acceso a guarderías subsidiadas.El gobierno de la CAQ ha mostrado una larga trayectoria de trato deficiente hacia los inmigrantes. Intentó desechar 18,000 aplicaciones de trabajadores calificados sin considerar su impacto. Se negó a expandir un programa federal especial para regularizar a más "ángeles guardianes" y a los muchos solicitantes de asilo que trabajaron incansablemente durante la pandemia para asegurar el funcionamiento de hospitales, restaurantes, almacenes y CHSLD en Quebec.
El exministro de Inmigración de Quebec, Jean Boulet, también habló de los inmigrantes como personas que "no se integran, no trabajan, no hablan francés", sin estadísticas que respalden dichas afirmaciones.Actualmente, el CAQ se niega tercamente a aumentar sus cuotas anuales de inmigración por razones políticas, mientras que de manera hipócrita incrementa los trabajadores temporales, comprometiendo severamente las aplicaciones de reunificación familiar para muchos quebequenses y sus parejas extranjeras, y creando retrasos en el procesamiento tres veces mayores que en el resto del país.
En octubre pasado, cuando el gobierno de Canadá anunció que abriría la puerta a 11,000 personas de Colombia, Haití y Venezuela con familiares inmediatos viviendo aquí, el gobierno de la CAQ dejó claro que optaba por excluirse del programa, impidiendo a muchos quebequenses haitianos traer a sus familiares.La presencia de inmigrantes y solicitantes de asilo ha sido vinculada irresponsablemente por este gobierno a la crisis de vivienda, educación, salud y la falta de espacios en guarderías. A pesar de las carencias, en lugar de asumir responsabilidad por no asignar adecuadamente los fondos y espacios prometidos, el gobierno ha optado por desviar la atención, estigmatizando a inmigrantes y solicitantes de asilo, lo que conduce a una mayor marginación y resentimiento hacia personas de las cuales esta provincia se beneficia diariamente.
Los inmigrantes en Quebec son maestros, médicos, propietarios de depanneurs, trabajadores de guarderías, conductores de autobús, enfermeros, ingenieros de Hydro-Québec, entre otros. Los trabajadores extranjeros temporales sustentan el sector agrícola de Quebec. Los estudiantes internacionales ocupan empleos de servicio menial en hoteles del centro, cocinas de restaurantes, tiendas minoristas y cadenas de comida rápida, los mismos lugares que constantemente publican carteles buscando empleados. Los solicitantes de asilo trabajan como trabajadores de saneamiento y asistentes personales en CHSLD y hospitales. Si estas personas simplemente se detuvieran, se detendría la economía abruptamente.Es posible que aquellos que actualmente claman por la deportación o el traslado a otra provincia o la prevención de solicitudes de asilo finalmente dejen de vilipendiar a personas que también  ofrecen mucho a cambio.

## Consecuencias

### Acumulación de casos pendientes
El Ministerio de Inmigración de Quebec ha expresado su comprensión por el estrés que estos retrasos causan a las familias y ha atribuido la responsabilidad al gobierno federal. El tratamiento de los casos después de la emisión de los certificados de selección de Quebec es responsabilidad del gobierno federal, que admite a las personas según las metas establecidas por Quebec. El gobierno federal, por su parte, enfrenta sus propios problemas con retrasos significativos en sus programas, como se destaca en el informe de la auditora general de Canadá.Los críticos de la oposición argumentan que el gobierno de Legault tiene la capacidad de actuar para reducir la espera para miles de familias. Sin embargo, con la admisión máxima casi alcanzada, el gobierno federal tiene dificultades para acelerar las solicitudes sin exceder los cuotas. Esto ha llevado a críticas de los portavoces de la oposición en materia de inmigración, quienes sugieren que los retrasos seguirán aumentando y plantean el riesgo de demandas judiciales por demoras excesivas.

### Impacto en la salud mental
La prolongada espera por la reunificación familiar ha sometido a numerosas parejas iraníes a un considerable estrés psicológico, exacerbando preocupaciones sobre la fertilidad y poniendo a prueba la solidez de sus matrimonios. Atrapadas en demoras burocráticas en el procesamiento de sus solicitudes de residencia permanente en Canadá, estas parejas enfrentan la dura realidad de vivir separadas durante años, lo que ha llevado a algunos a considerar incluso el divorcio como resultado de la tensión en sus relaciones.La distancia entre los seres queridos durante el proceso de reunificación familiar está vinculada con consecuencias negativas en el bienestar psicológico, provocando un aumento en los síntomas de estrés postraumático y depresión. Además, aquellos que experimentaron la separación enfrentan problemas más significativos después de migrar en comparación con los individuos que no pasaron por una separación.
Una investigación realizada por el Institut Universitaire Jeunes en Difficulté (IUJD), bajo la dirección de Vanessa Lecompte, Katherine Pascuzzo y Sonia Hélie, y publicada en 2023, abarcó el estudio de 146 familias en Quebec que atravesaron procesos de reunificación. El estudio destacó cómo las interrupciones continuas en las relaciones pueden generar significativas repercusiones psicosociales en los niños, tanto en el corto como en el largo plazo. Los investigadores apuntaron que una considerable cantidad de niños manifiestan problemas de apego debido a las rupturas o la falta de estabilidad en sus vínculos de apego primarios, convirtiendo la reunificación en una etapa especialmente sensible.
El impacto emocional de esta separación forzada es profundo, con informes de individuos recurriendo a antidepresivos para manejar la angustia psicológica. La incertidumbre y la espera no solo han afectado la salud mental de los involucrados, sino que también han tenido un impacto negativo en sus carreras y estabilidad financiera, dificultando su capacidad para concentrarse y funcionar efectivamente en sus vidas diarias. La comunicación entre las parejas, a menudo reducida a conversaciones por video o mensajes de texto llenos de emoticones para expresar su amor y añoranza, no puede sustituir la intimidad y el apoyo emocional de estar físicamente juntos.
El colectivo Québec réunifié, que agrupa a más de 1800 familias y cuenta con el apoyo de una amplia gama de simpatizantes, ha emitido una carta abierta dirigida a Madame Christine Fréchette, ministra de Inmigración, solicitando su atención y acción respecto a la prolongada situación que enfrentan miles de familias québécoises en el ámbito del regroupement familial. Este colectivo representa una diversidad de ciudadanas, ciudadanos y residentes permanentes de todas las regiones de Quebec. A diciembre de 2023, se reportaron 38,600 familias afectadas por los extendidos tiempos de espera en los procesos de reunificación familiar, donde los patrocinadores son ciudadanos canadienses o residentes permanentes.La carta destaca la disparidad alarmante en los tiempos de espera para la reunificación familiar en Quebec, que pueden llegar hasta los 42 meses, en contraste con los 10 a 12 meses observados en otras provincias canadienses. Este retraso, según el colectivo, tiene consecuencias devastadoras en el bienestar emocional y físico de las familias afectadas, incluyendo la separación familiar prolongada y el deterioro significativo de la salud mental. Una encuesta de salud mental realizada por el colectivo a 408 familias en proceso de patrocinio en Quebec, apoyada por los doctores Sacha Sidani y David Edward-Ooi Poon y utilizando el índice de salud mental del INSPQ, reveló que el 97% de los encuestados muestra síntomas de depresión clínica y el 73% presenta ansiedad.
| Enfermedad o Problema Psicológico          | Causas Relacionadas con la Separación Familiar                                                      | Efectos Observados                                                                    | Casos Ejemplares                            |
| ------------------------------------------ | --------------------------------------------------------------------------------------------------- | ------------------------------------------------------------------------------------- | ------------------------------------------- |
| Estrés Psicológico                         | Demoras en el proceso de reunificación familiar; Burocracia en solicitudes de residencia permanente | Aumento en la tensión matrimonial; Consideración del divorcio                         | General en parejas iraníes                  |
| Depresión                                  | Incertidumbre y espera prolongada; Impacto emocional de la separación forzada                       | Uso de antidepresivos; Deterioro significativo de la salud mental                     | Colectivo Québec réunifié                   |
| Ansiedad                                   | Separación de seres queridos; Procesos de reunificación inciertos y largos                          | Manifestaciones de ansiedad clínica en adultos                                        | Encuesta a 408 familias por Québec réunifié |
| Estrés Postraumático                       | Experiencias traumáticas asociadas con la separación y la migración                                 | Síntomas de estrés postraumático en inmigrantes                                       | -                                           |
| Problemas de Apego                         | Interrupciones en las relaciones primarias durante la infancia debido a la separación               | Dificultades de apego en niños; Problemas de relación en el largo plazo               | Estudio del IUJD sobre 146 familias         |
| Impacto Emocional y de Desarrollo en Niños | Periodos prolongados de separación; Obstáculos y demoras burocráticas                               | Repercusiones en el desarrollo y bienestar emocional de los niños                     | Testimonios a medios como La Presse         |
| Problemas Financieros y Estrés Emocional   | Costos legales y de tramitación; Obstáculos burocráticos significativos                             | Dificultades financieras; Aumento del estrés emocional y psicológico                  | Casos de Shirin y Mana                      |
| Consecuencias Potencialmente Mortales      | Demoras en la reunificación; Situaciones de riesgo en los países de origen                          | Pérdida de seres queridos durante la espera                                           | Historias de Mindondo y Shambuyi            |
| Desesperación e Incertidumbre              | Largos tiempos de espera; Criterios estrictos de evaluación y rechazos de visas                     | Sentimientos de desesperación; Incertidumbre sobre la seguridad de los seres queridos | Caso de Joane Alexandre y Ralph Alcide      |

### Aborto no deseado
Una situación que ha puesto de manifiesto tensiones en los sistemas de inmigración de Canadá y posibles alegatos de discriminación se centra en la experiencia de Laurianne Lachapelle. Esta ciudadana quebequense ha estado aguardando por más de un año la llegada de su esposo, originario de Guatemala, a Canadá, a través de un programa de patrocinio. Debido a los prolongados tiempos de espera, Laurianne se vio en la situación de reconsiderar su residencia en Quebec y enfrentar decisiones personales extremadamente difíciles, incluido el aborto.
Lachapelle se casó con un guatemalteco en enero de 2022. En agosto del mismo año, presentó una solicitud como parte del programa para patrocinar a un cónyuge o pareja que vive en el extranjero. Originalmente, el tiempo estimado de espera era de 13 meses, pero un año después, este período se duplicó, alcanzando al menos 24 meses.
Según datos proporcionados por el Journal de Montréal en julio, aproximadamente 37.000 solicitudes de patrocinio previamente aprobadas por Quebec estaban pendientes de tratamiento. Esto contrasta con una meta de admisión anual de cerca de 10.600 personas.Ante la demora y la incertidumbre de la llegada de su esposo, y tras quedar embarazada, Lachapelle tomó la dolorosa decisión de abortar. Explicó: "No fue mi elección, porque si mi esposo hubiera tenido la oportunidad de venir a Québec, nuestra familia habría comenzado ahora. No podía imaginarme viviendo mi embarazo sola. Es algo que queríamos vivir juntos. Pienso en ello todos los días y me duele. Fue una elección horrible que tuve que hacer".

### Riesgo para parejas LGBTQ+

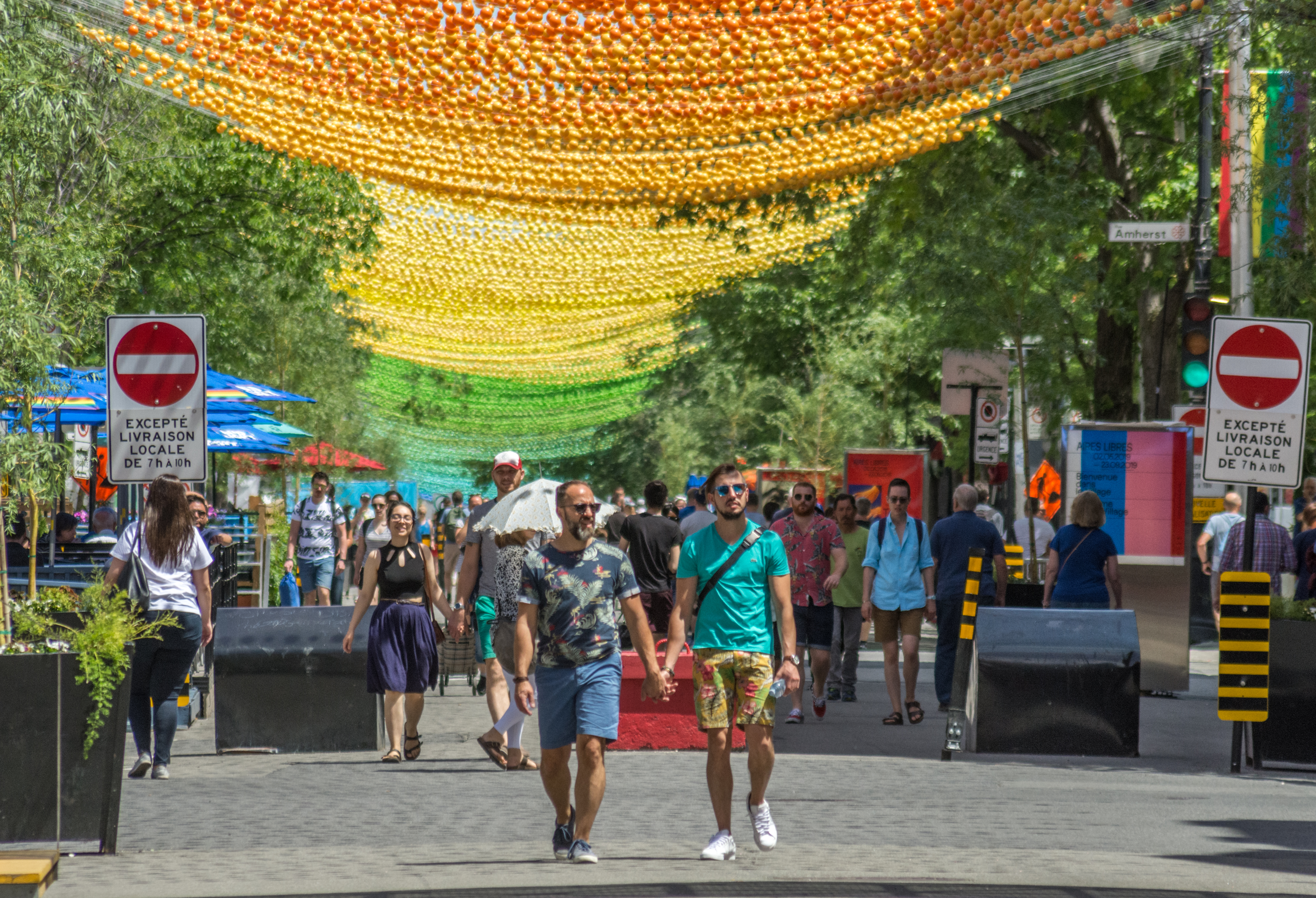
Calle Saint Catherine, refugio de comunidad LGBT en Montreal

Las complicaciones en los procesos de reunificación familiar en Quebec afectan de manera desproporcionada a las parejas LGBTQ+, exponiéndolas a riesgos mayores. Estudios y reportajes han subrayado casos específicos que ilustran las barreras adicionales y la discriminación que enfrentan estas parejas, poniendo en evidencia la necesidad urgente de adaptar los procedimientos de reunificación para garantizar su seguridad y bienestar.Algunas parejas LGBTQ+, optan por mantener un perfil bajo debido al riesgo que enfrentan sus parejas extranjeras, quienes viven en países con leyes y actitudes hostiles hacia las relaciones LGBTQ+. Este fenómeno ha sido destacado por la coordinadora de la campaña Québec Réunifié, Marie-Gervaise Pilon, quien señala que estas parejas son "víctimas invisibles" debido a los peligros que enfrentan. Un ejemplo es el de Aly y Sandy (nombres ficticios), una pareja casada compuesta por una ciudadana francoquebequense y su cónyuge rusa. Se conocieron en 2019 y se casaron en 2021, decidiendo mudarse a Quebec para continuar sus estudios. Ambas trabajan en el sector de la salud y han contribuido a la sociedad de Quebec, enfrentando estrés significativo debido a los retrasos en la tramitación de su solicitud de patrocinio, lo que complica su capacidad para viajar y aumenta su incertidumbre sobre el futuro.
Otro caso es el de Xavier (nombre ficticio), quien mantiene una relación con Frank (nombre ficticio), residente en Marruecos, donde las actividades sexuales consensuadas entre personas del mismo sexo están prohibidas y criminalizadas. La separación prolongada y la ansiedad asociada han afectado profundamente su bienestar emocional, llevando a Xavier a considerar la posibilidad de mudarse a otra provincia para acelerar el proceso de reunificación.
El abogado de inmigración Maxime Lapointe ha presentado una demanda contra el gobierno de Quebec por los retrasos excesivos en la tramitación de las solicitudes de reunificación familiar de parejas LGBTQ+, argumentando que el Acuerdo Canadá-Quebec sobre inmigración no permite a Quebec imponer una cuota en esta categoría, que es de jurisdicción federal, y criticando al gobierno por jugar con las vidas de las personas.Además, se relata la experiencia de Jean-Sébastien Gervais y su esposo Paolo, quien vive en Filipinas. A pesar de las barreras legales y los desafíos logísticos, la pareja se casó en Costa Rica y ahora espera la tramitación de su solicitud de residencia permanente, mientras Gervais trabaja de forma remota para poder estar junto a su esposo.

### Seguridad comprometida para solicitantes en zonas de conflicto

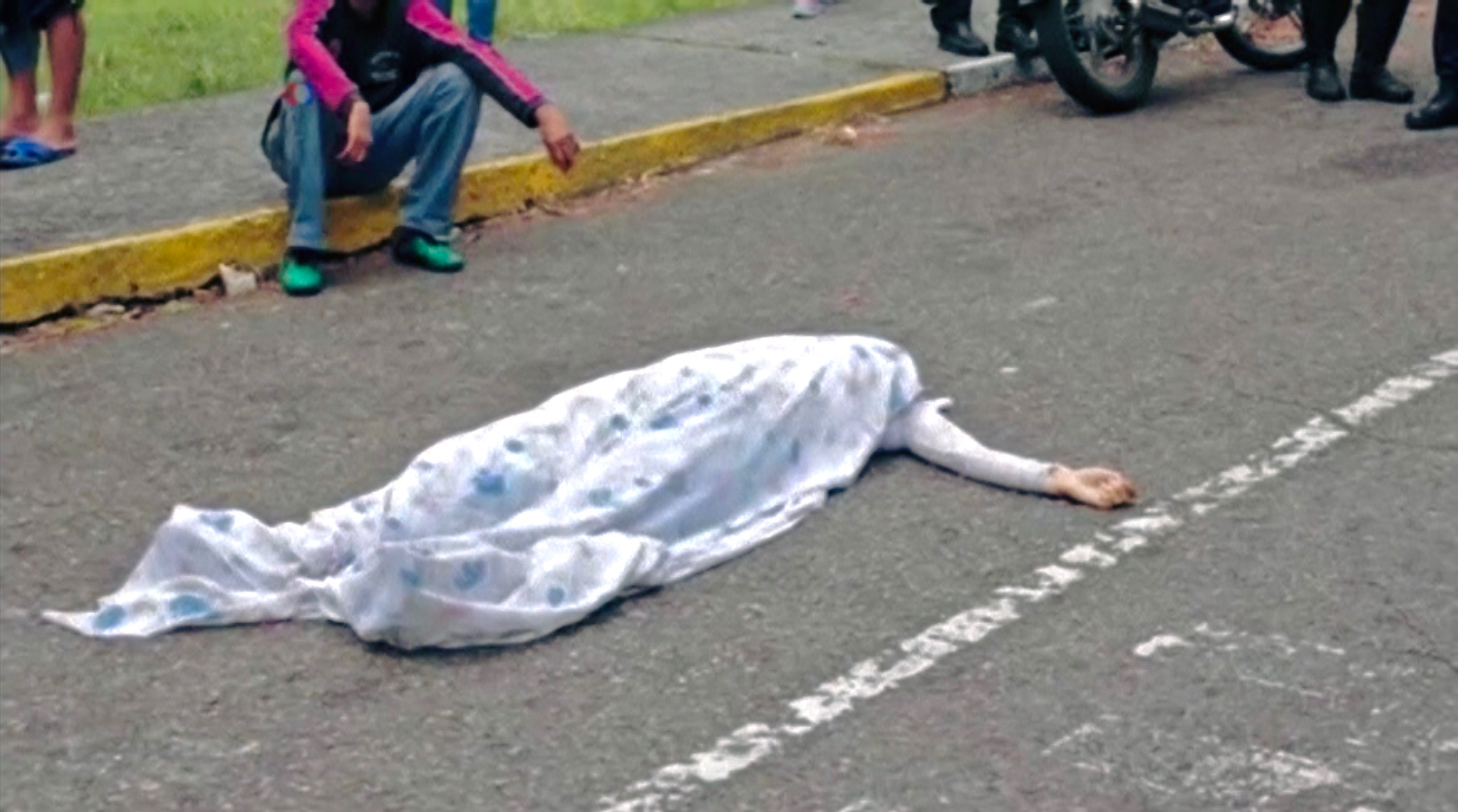
Cuerpo de Paola Ramírez luego de ser asesinada durante las protestas en Venezuela de 2017.

Los solicitantes provenientes de países en conflicto o situaciones de peligro enfrentan desafíos significativos en el proceso de reunificación familiar en Quebec. La historia de individuos como Joanne Alexandre en Haití resalta la crítica intersección entre la migración forzada y las políticas de reunificación, evidenciando un claro riesgo para la seguridad y la vida de los solicitantes en estas condiciones extremas.Los solicitantes, tanto el que está en Canadá como sus familiares en el extranjero, deben someterse a exámenes médicos cuyos resultados tienen una validez de un año. Si hay demoras adicionales en el procesamiento, estos exámenes pueden expirar y necesitar ser realizados nuevamente, lo que añade más retrasos al proceso. Esta situación se evidencia en el caso de Subha, quien tuvo que esperar más de cinco años para reunirse con su esposo, durante los cuales este último tuvo que someterse al examen médico en tres ocasiones.Otro aspecto crítico en la tramitación de la residencia permanente es la necesidad de establecer la relación familiar entre el familiar en Canadá y sus familiares en el extranjero. En ocasiones, los familiares no pueden proporcionar los certificados de nacimiento y matrimonio que CIC desea ver debido a la destrucción de documentos durante conflictos armados o la negativa de autoridades perseguidoras a emitir dichos documentos. Aunque CIC necesita verificar la relación familiar, existen otros tipos de evidencia que pueden utilizarse cuando los documentos faltan o se consideran insatisfactorios.
En algunos casos, Ciudadanía e Inmigración de Canadá (CIC) solicita pruebas de ADN para establecer la relación familiar, a pesar de que su política oficial es recurrir a estas pruebas solo como último recurso. Las pruebas de ADN representan un proceso costoso, que consume tiempo y es intrusivo, cuyo costo debe ser asumido por la familia, lo que representa un obstáculo significativo para aquellos que recién han llegado a Canadá y posiblemente estén enviando dinero a sus familiares en el extranjero para ayudarlos a sobrevivir.

### Migración interna debido a frustraciones en el proceso
La insatisfacción con el proceso de reunificación familiar ha llevado a un número creciente de residentes en Quebec a considerar la posibilidad de mudarse a otras provincias o territorios de Canadá. Testimonios como el de Amandine, publicados en medios como Le Devoir, y reportajes que documentan casos de servidores públicos en esta situación, muestran las consecuencias socioeconómicas y personales de las deficiencias en el proceso de reunificación.A este problema se suma la declaración de Lachapelle, quien sugiere que la verdadera amenaza para la lengua francesa en Quebec no es la inmigración en sí, sino la posible emigración de quebequenses debido a la rigidez de las políticas de inmigración.
El testimonio de Amandine, una francesa cuyo apellido se mantiene en anonimato por temor a perjudicar su proceso de inmigración, pasa por una situación similar. A pesar de haber contribuido activamente a la sociedad quebequense, Amandine y su pareja canadiense enfrentan largas esperas y la incertidumbre de no poder viajar libremente, lo que les ha llevado a considerar la posibilidad de mudarse a otra provincia canadiense para escapar de estas restricciones. La política de Quebec, que impone un proceso de admisión más lento en comparación con otras regiones de Canadá, ha provocado que muchos como Amandine contemplen abandonar la provincia en busca de una solución más favorable a sus circunstancias.

### Separación prolongada de familias

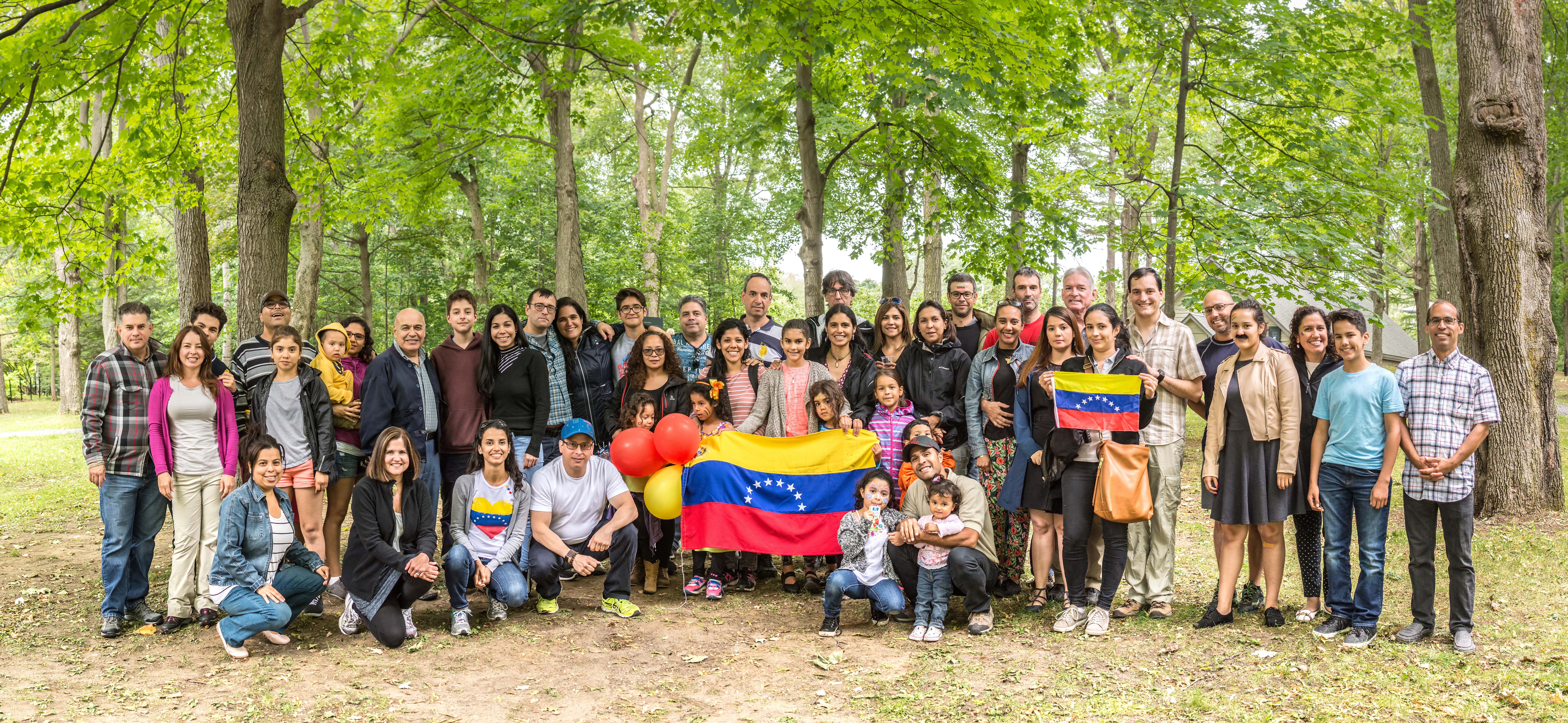
Familias de inmigrantes Venezolanas en la ciudad de Quebec, algunas esperando por reunificación

Las demoras y obstáculos en el proceso de reunificación familiar en Quebec resultan en períodos prolongados de separación entre niños y sus padres. Esta situación, destacada en testimonios a medios como La Presse, subraya las repercusiones emocionales y de desarrollo para los niños afectados, poniendo en relieve la importancia de agilizar los procesos de reunificación para mitigar estos impactos negativos.
Shirin, una inmigrante de Afganistán en abril de 1998, solicitó la residencia permanente para ella, su esposo y sus cinco hijos, experimentando una prolongada espera de más de seis años para la reunificación familiar debido a la inadmisibilidad de su esposo y la subsiguiente solicitud de pruebas de ADN por parte de CIC, que cuestionó su maternidad. A pesar de cumplir con esta solicitud costosa y emocionalmente gravosa, Shirin continuó enfrentando obstáculos en la reunificación con sus hijos. Esta situación muestra los problemas financieros adicionales y el estrés emocional que enfrentan los refugiados en procesos similares, como Mana, quien escapó de su país de origen en África Central y tuvo que superar barreras financieras y burocráticas significativas para reunirse con sus hijos después de más de cuatro años de separación. Los retrasos y solicitudes confusas o innecesarias por parte de CIC, junto con los largos tiempos de espera para las verificaciones de seguridad y la dificultad para obtener información clara sobre el estado de las solicitudes, complican aún más estos procesos, exacerbando el sufrimiento emocional y psicológico de los familiares.
Estas prolongadas separaciones no solo representan un problema burocrático, sino que también tienen profundas implicaciones emocionales y de seguridad para los familiares que quedan atrás, a menudo en situaciones de riesgo. La historia de Mindondo y la trágica pérdida de su hijo en la República Democrática del Congo muestran las consecuencias potencialmente mortales de los retrasos en la reunificación familiar. Del mismo modo, la experiencia de Shambuyi, cuyo hijo falleció mientras esperaba la reunificación familiar, destaca la necesidad crítica de procesar estas solicitudes de manera más eficiente y con mayor sensibilidad hacia las circunstancias individuales.La situación de Joane Alexandre, atrapada en un largo proceso de reunificación familiar con su esposo Ralph Alcide y su hijo Marveen en Quebec, muestra la realidad de miles de familias afectadas por extensos retrasos en los trámites de inmigración en Canadá. Con más de 18 meses inmersa en este proceso, Alexandre no ha visto a su hijo de 6 años en dos años, subrayando las profundas consecuencias emocionales y psicológicas de tales demoras, las cuales se han exacerbado hasta alcanzar los 42 meses de espera. Este escenario se agrava por el establecimiento de un límite cuantitativo por parte de Quebec para la reunificación familiar en 2023, aproximadamente 10,600 personas, creando lo que se ha descrito como un "retraso artificial". A diferencia de Quebec, el resto de Canadá experimenta tiempos de espera significativamente menores, alrededor de 12 meses.
El caso de Alexandre y Alcide es solo un ejemplo entre muchos, evidenciando la desesperación y la incertidumbre que pasan las familias en medio de problemas de seguridad cada vez más tenso en Haití. La situación de inseguridad ha alcanzado un punto tal que el riesgo de secuestro ha impedido que su hijo visite a su madre. Además, el proceso de reunificación familiar se complica por los criterios de evaluación para la emisión de visas de visitante, los cuales han resultado en rechazos repetidos para Alexandre debido a sus fuertes lazos con Canadá.Este marco regulatorio y los cuantiosos retrasos han generado críticas hacia las políticas gubernamentales de Quebec y del gobierno federal canadiense. Los expertos, como el abogado especializado en inmigración Maxime Lapointe, han señalado la necesidad de mayor transparencia y eficiencia en el manejo de estos casos. A pesar de las promesas de facilitar las solicitudes de visa para la reunificación familiar, muchas familias continúan enfrentando negativas, lo que contribuye a una situación ya de por sí angustiante.

### Incumplimiento de obligaciones internacionales
A nivel internacional, el concepto de proteger la unidad familiar se infiere de instrumentos internacionales de derechos humanos, como la Declaración Universal de Derechos Humanos de 1948, que establece que la familia es la unidad natural y fundamental de la sociedad y tiene derecho a la protección por parte de la sociedad y el Estado. Además, el Pacto Internacional de Derechos Económicos, Sociales y Culturales de 1966 subraya que se debe brindar la máxima protección y asistencia a la familia.La legislación canadiense introdujo el término "reunificación familiar" en 1976, y aunque el concepto de la reunión familiar como un método de inmigración ha existido desde 1908, la Ley de Inmigración de 1976 articuló este concepto como una medida para facilitar la reunión en Canadá de ciudadanos canadienses y residentes permanentes con familiares cercanos del extranjero. La Ley de Protección de Inmigrantes y Refugiados de 2002 tiene un objetivo similar en su texto: "asegurar que las familias sean reunidas en Canadá".
Se desmitifica la idea de que la inmigración de clase familiar se basa en consideraciones humanitarias, aclarando que realmente se fundamenta en la importancia de la reunificación familiar basada en relaciones familiares. En la política de reunificación familiar de Canadá, surgen dos temas principales: la tensión entre la inmigración basada puramente en la relación familiar y la inmigración por otras razones, y el debate sobre cómo definir "familia".
La problemática en torno a los procesos de reunificación familiar en Quebec no solo tiene implicaciones a nivel nacional, sino que también plantea preocupaciones respecto al cumplimiento por parte de Canadá de convenciones internacionales, particularmente la Convención sobre los Derechos del Niño. Este incumplimiento resalta las deficiencias en las políticas migratorias de Quebec y la necesidad de reformas que alineen estas prácticas con los estándares internacionales de derechos humanos y protección infantil.
La problemática de la separación forzada de familias en Quebec, particularmente en el marco de los dilatados procesos de reunificación familiar, toca aspectos fundamentales del derecho internacional, especialmente aquellos concernientes a los tratados internacionales sobre los derechos humanos. La Convención sobre los Derechos del Niño (CDN), adoptada por la Asamblea General de las Naciones Unidas en 1989 y ratificada por Canadá en 1991, establece en su artículo 9 que los Estados Parte deben asegurar que un niño no sea separado de sus padres contra su voluntad, excepto cuando las autoridades competentes determinen, de acuerdo con el proceso legal aplicable y las normas internacionales, que tal separación es necesaria para el bienestar del niño. Además, el artículo 10 hace hincapié en el derecho de los niños y sus padres a salir de cualquier país, incluido el propio, y a entrar en su propio país con el propósito de reunificación familiar.
En este contexto, la prolongación de los procesos de reunificación familiar en Quebec y las políticas migratorias de la provincia deben ser analizadas a la luz de estos compromisos internacionales. La separación familiar involuntaria y prolongada contraviene los principios fundamentales de la CDN, especialmente en lo que respecta a la protección contra la separación de los padres sin un debido proceso legal y el derecho a la reunificación familiar. Este aspecto es crucial, ya que la separación familiar no solo interrumpe la relación entre padres e hijos, sino que también expone a los afectados a mayores riesgos de explotación, abuso y negligencia, generando consecuencias psicosociales adversas tanto a corto como a largo plazo.Otro tratado relevante es la Convención sobre la Protección de los Derechos de Todos los Trabajadores Migratorios y de sus Familiares (1990), que, aunque no ratificada por Canadá, establece estándares internacionales sobre la protección de los derechos de los trabajadores migratorios y la importancia de la reunificación familiar. Este instrumento subraya la necesidad de tomar medidas apropiadas para asegurar la protección del derecho de los trabajadores migratorios y sus familiares a vivir juntos.
Otros posibles incumplimientos de obligaciones internacionales por parte de Canadá, en particular en relación con los procesos de reunificación familiar en Quebec. Estos incumplimientos pueden incluir:
- Convención contra la Tortura y Otros Tratos o Penas Crueles, Inhumanos o Degradantes (1984): La separación familiar prolongada y las condiciones bajo las cuales se llevan a cabo pueden ser consideradas como tratos inhumanos, especialmente cuando resultan en un sufrimiento mental significativo para los niños y sus padres.
- Pacto Internacional de Derechos Civiles y Políticos (PIDCP, 1966): El artículo 17 protege contra injerencias arbitrarias o ilegales en la familia, mientras que el artículo 23 reconoce que la familia es el elemento natural y fundamental de la sociedad y tiene derecho a ser protegida por la sociedad y el Estado. La separación familiar forzada podría interpretarse como una violación de estos artículos.
- Pacto Internacional de Derechos Económicos, Sociales y Culturales (PIDESC, 1966): El artículo 10 reconoce la protección de la familia y, en particular, de los niños sin discriminación alguna. La incapacidad de garantizar la reunificación familiar podría considerarse como una falla en proteger los derechos económicos, sociales y culturales de los miembros de la familia.
- Declaración Universal de Derechos Humanos (DUDH, 1948): Aunque no es un tratado vinculante, la DUDH establece en su artículo 16 que la familia es el elemento natural y fundamental de la sociedad y tiene derecho a ser protegida por la sociedad y el Estado. Además, el artículo 25(2) destaca que la maternidad y la infancia tienen derecho a cuidados y asistencia especiales.
- Convenios de la Organización Internacional del Trabajo (OIT) relacionados con los derechos de los trabajadores migratorios y sus familias: Aunque Canadá no ha ratificado todos los convenios de la OIT, los principios subyacentes reflejan normas internacionales que promueven la protección y reunificación de las familias de los trabajadores migratorios.

### Pérdida de mano de obra
En un informe elaborado por Nathalie Coursin para Quebec Réunifié desvela resalta el deseo de los parrainados de integrarse plenamente en la sociedad quebequense, demostrado por su disposición a aprender francés y por la diversidad de sus perfiles profesionales. Estas características no solo abogan por su capacidad de adaptación e integración, sino que también sugieren un potencial sin explotar que podría beneficiar a la economía y al tejido social de Quebec.Además, se observa que la mayoría de los patrocinadores dispone de alojamiento adecuado para sus familiares, subrayando la existencia de una infraestructura de apoyo para facilitar esta transición. No obstante, la considerable cantidad de solicitantes contemplando la posibilidad de mudarse a otras provincias canadienses, donde los procesos son más ágiles, refleja una oportunidad de crecimiento y enriquecimiento que Quebec podría estar desaprovechando.
El estudio no solo aborda los problemas operativos y burocráticos del regroupement familial, sino que también ofrece una ventana a la diversidad y riqueza que los solicitantes están listos para aportar a Quebec. Se sugiere así una reflexión sobre la necesidad de agilizar y optimizar los procesos de inmigración para no solo evitar la pérdida de individuos y familias valiosas, sino también para potenciar el desarrollo socioeconómico de la provincia. Este enfoque propone una mirada hacia adelante, considerando cómo Quebec puede aprovechar al máximo el potencial de quienes buscan hacer de esta provincia su hogar, reforzando así su dinamismo y diversidad cultural.

## Respuesta gubernamental

### Propuestas de solución
Me Lapointe ha solicitado a Ottawa que finalice todos los casos de reunificación familiar destinados a Quebec que excedan el plazo de 12 meses, actualmente vigente en el resto del país, dentro de los próximos 60 días. Además, insta al gobierno de Quebec a despejar completamente los inventarios de reunificación familiar y a abolir su objetivo de 10,400 admisiones por año en esta categoría.Si la ministra Christine Fréchette no cumple, Me Lapointe sugiere otra solución: crear un objetivo de admisión dinámico que se ajuste según la oferta y la demanda, para así respetar siempre el plazo medio de procesamiento de 12 meses.Me Lapointe ordena a ambos niveles de gobierno que reabran el Acuerdo Canadá-Quebec para renegociar los roles y responsabilidades de cada uno. Si los dos gobiernos no actúan dentro de los 60 días asignados, Me Lapointe tiene la intención de presentar una solicitud de juicio declarativo ante el Tribunal Superior.

### Acciones y reacciones del gobierno
Christine Fréchette, ministra de Inmigración, Francización e Integración, respondió a las preocupaciones sobre los retrasos en inmigración destacando que se estaba llevando a cabo una comisión parlamentaria sobre el tema. Sin embargo, evitó referirse a casos individuales y enfatizó la importancia de los datos en su conjunto. La respuesta gubernamental fue percibida por Lachapelle como carente de humanidad, sugiriendo un posible alejamiento del gobierno de los problemas reales enfrentados por las personas.La ministra Fréchette, antes de una reunión del consejo de ministros, optó por no comentar sobre esta situación ante los periodistas. Monsef Derraji, portavoz del Partido Liberal de Quebec en materia de inmigración, y Guillaume Cliche-Rivard, portavoz de Québec solidaire en la misma materia, también han expresado su preocupación por la situación actual y la necesidad de una solución.

### Acción legal contra el gobierno de Quebec por discriminación en Inmigración
En marzo de 2024, se presentó una demanda contra el gobierno de Quebec, encabezado por el primer ministro François Legault, por la gestión de las solicitudes de inmigración en el ámbito de la reunificación familiar. La acción legal, dirigida por el abogado de inmigración Maxime Lapointe, se centró en Christine Fréchette, la ministra de Inmigración de Quebec, a quien se le notificó formalmente en diciembre de 2023 para que resolviera los prolongados retrasos en el procesamiento de dichas solicitudes. La demanda argumenta que la provincia de Quebec ha creado obstáculos intencionados y ha desacreditado el programa de reunificación familiar, resultando en un retraso promedio de 34 meses para estas solicitudes, en comparación con los 12 meses en el resto de Canadá.El litigio busca que la Corte Superior declare inaplicable, inválido o inoperante el plan de inmigración de Legault y obligue a la ministra Fréchette a ajustar los umbrales de admisión para agilizar los trámites de reunificación familiar en Quebec. Se alega discriminación basada en el origen nacional, perjudicando a los quebequenses en comparación con las familias destinadas a otras provincias canadienses. Este caso se ejemplifica con la situación de Kaba Keita, un guineano amenazado con la deportación, cuyo proceso de reunificación familiar hubiera concluido en otra provincia. A pesar de la presión, el gobierno federal, representado por el ministro de Inmigración Marc Miller, no ha sido demandado, dado su aparente disposición a resolver el asunto, a diferencia del gobierno provincial que insiste en mantener un límite en las admisiones.
La ministra Fréchette defendió la postura de Quebec, afirmando un enfoque equilibrado en materia de inmigración, intentando conciliar compromisos humanitarios, reunificación familiar e inmigración económica, pese a las críticas y los importantes retrasos en el procesamiento de las solicitudes. La situación subraya las tensiones entre los niveles de gobierno en Canadá respecto a la política de inmigración y el trato a las familias que buscan reunificarse en Quebec.

## Críticas

### Voces de la oposición
Monsef Derraji, portavoz del Partido Liberal en asuntos de inmigración, califica la situación como inhumana, destacando la dificultad emocional de las familias separadas y cuestionando la insistencia del gobierno provincial. Asimismo, miembros de colectivos como Québec réunifié resaltan la importancia de que la población entienda que el reagrupamiento familiar podría afectar a cualquier persona en el futuro.Los expertos sugieren que el gobierno de Quebec podría modificar los porcentajes de sus umbrales de inmigración, disminuyendo la proporción de inmigrantes económicos y aumentando la de la reunificación familiar, una categoría que se considera ha sido olvidada en el plan de inmigración pero que es esencial para la sociedad.André A. Morin, conocido crítico liberal en temas de inmigración, ha instado a una mayor comunicación entre los dos niveles de gobierno. Subrayó la necesidad imperiosa de que el gobierno de la Coalición Avenir Québec (CAQ) adopte un enfoque orientado a soluciones y entable un diálogo efectivo con el gobierno federal de Ottawa, resaltando la imposibilidad de que este último actúe en solitario en asuntos migratorios. Morin expresó estas opiniones a través de una declaración escrita, haciendo énfasis en la importancia de la colaboración intergubernamental para abordar de manera eficaz la problemática migratoria.

### Apoyo y solicitudes de organizaciones
El colectivo Québec réunifié insta al gobierno a reconsiderar los límites actuales de admisión en el regroupement familial, argumentando que estos no deberían prevalecer, similar a otras provincias canadienses, y subraya la importancia de alinear los tiempos de espera con el estándar canadiense de 12 meses para facilitar la integración de los miembros de la familia en la sociedad québécoise. Además, la carta resalta el papel fundamental de la familia en la sociedad y la economía, argumentando que invertir en el bienestar familiar es invertir en la vitalidad y resiliencia de la sociedad.La carta cuenta con el apoyo de una amplia gama de organizaciones y personalidades, incluyendo apoyos parlamentarios de André Albert Morin Ad. E y Guillaume Cliche-Rivard, apoyos municipales como la Ville de Prévost, apoyos sindicales de la CSN, FTQ, y FIQ, además de diversas organizaciones, cámaras de comercio, bufetes de abogados, consultores en inmigración, empresas privadas, colectivos ciudadanos, y miembros del Barreau du Québec. Este colectivo expresa la voz de miles de personas afectadas por las actuales políticas de inmigración y pide una revisión urgente para aliviar el sufrimiento de las familias separadas.
Organizaciones y colectivos como Québec Réunifié han alzado la voz, dirigiendo cartas abiertas a las autoridades gubernamentales, implorando acciones para mitigar estos retrasos inaceptables. A pesar de los llamados a la acción, ha habido poca evidencia de respuesta gubernamental efectiva para abordar esta crisis. Además, la responsabilidad financiera impuesta a los patrocinadores, que deben asumir los costos de sustento de los patrocinados por periodos de hasta 10 años.